# Matériel roulant du TER Nord-Pas-de-Calais

## Matériel au moment de la fusion
Jusqu’à sa fusion avec le réseau TER Picardie le 28 août 2017 pour former le réseau TER Hauts-de-France, le réseau TER Nord-Pas-de-Calais disposait de
- 15 locomotives électriques BB 22200
- 10 voitures omnibus à deux niveaux (VR 2N) rénovées
- 33 rames automotrices électriques Z 23500
- 47 automotrices électriques Z 24500 (TER 2NNG)
- 16 automotrices électriques Z 55500
- Autorail grande capacité:
  - 5 AGC diesel X 76500
  - 30 B 82500 (bi-mode)

### BB 22200 RC

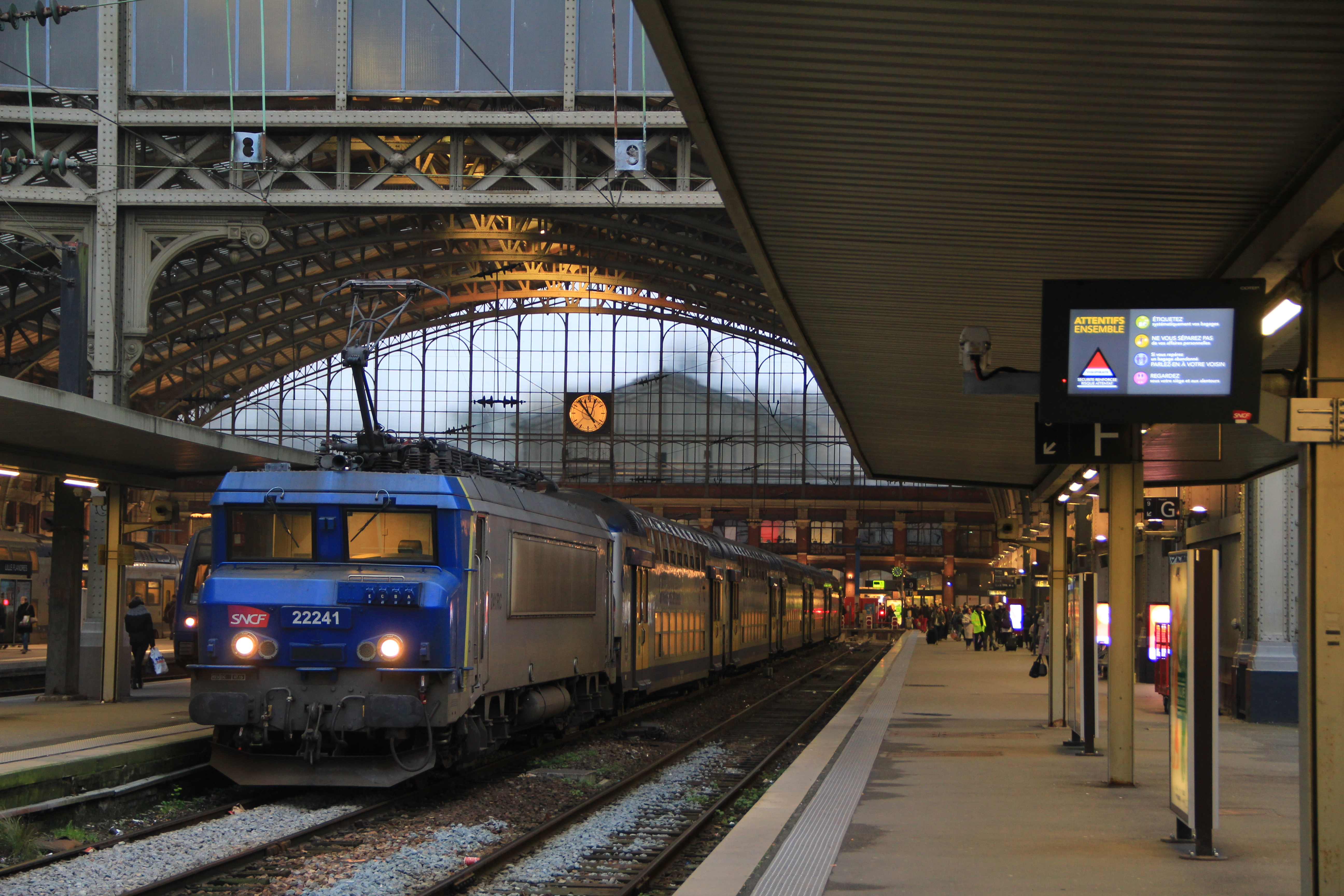

| Motrices | Mise en service   | Modification RC | Radiation                             | Livrée          | Dépôt                  | Baptême (date)    | Région                 |
| -------- | ----------------- | --------------- | ------------------------------------- | --------------- | ---------------------- | ----------------- | ---------------------- |
| 22241    | 14 décembre 1977  | Juillet 2015    | /                                     | RC (sans logos) | STF Nord-Pas-de-Calais | /                 | TER Nord-Pas-de-Calais |
| 22246    | 9 janvier 1978    | /               | /                                     | RC              | STF Nord-Pas-de-Calais | /                 | TER Nord-Pas-de-Calais |
| 22254    | 12 mars 1978      | /               | /                                     | RC              | STF Nord-Pas-de-Calais | /                 | TER Nord-Pas-de-Calais |
| 22255    | 23 janvier 1978   | /               | /                                     | RC (sans logo)  | STF Nord-Pas-de-Calais | /                 | TER Nord-Pas-de-Calais |
| 22262    | 10 février 1978   | /               | /                                     | RC              | STF Nord-Pas-de-Calais | /                 | TER Nord-Pas-de-Calais |
| 22265    | 10 mars 1978      | /               | /                                     | RC              | STF Nord-Pas-de-Calais | /                 | TER Nord-Pas-de-Calais |
| 22268    | 8 mars 1978       | /               | /                                     | RC              | STF Nord-Pas-de-Calais | /                 | TER Nord-Pas-de-Calais |
| 22273    | 11 avril 1978     | /               | /                                     | RC              | STF Nord-Pas-de-Calais | /                 | TER Nord-Pas-de-Calais |
| 22278    | 19 mai 1979       | /               | Radié depuis décembre 2024 - Maubeuge | RC (sans logo)  | STF Nord-Pas-de-Calais | /                 | TER Nord-Pas-de-Calais |
| 22284    | 17 mai 1979       | /               | /                                     | RC              | STF Nord-Pas-de-Calais | Gevrey-Chambertin | TER Nord-Pas-de-Calais |
| 22285    | 18 mai 1979       | /               | /                                     | RC              | STF Nord-Pas-de-Calais | Chantilly         | TER Nord-Pas-de-Calais |
| 22286    | 28 mai 1979       | /               | /                                     | RC              | STF Nord-Pas-de-Calais | Béthune           | TER Nord-Pas-de-Calais |
| 22293    | 11 juillet 1979   | /               | /                                     | RC              | STF Nord-Pas-de-Calais | /                 | TER Nord-Pas-de-Calais |
| 22296    | 7 juillet 1975    | /               | /                                     | RC              | STF Nord-Pas-de-Calais | /                 | TER Nord-Pas-de-Calais |
| 22303    | 24 septembre 1979 | /               | /                                     | RC (sans logo)  | STF Nord-Pas-de-Calais | Croix             | TER Nord-Pas-de-Calais |

### Les VR 2N

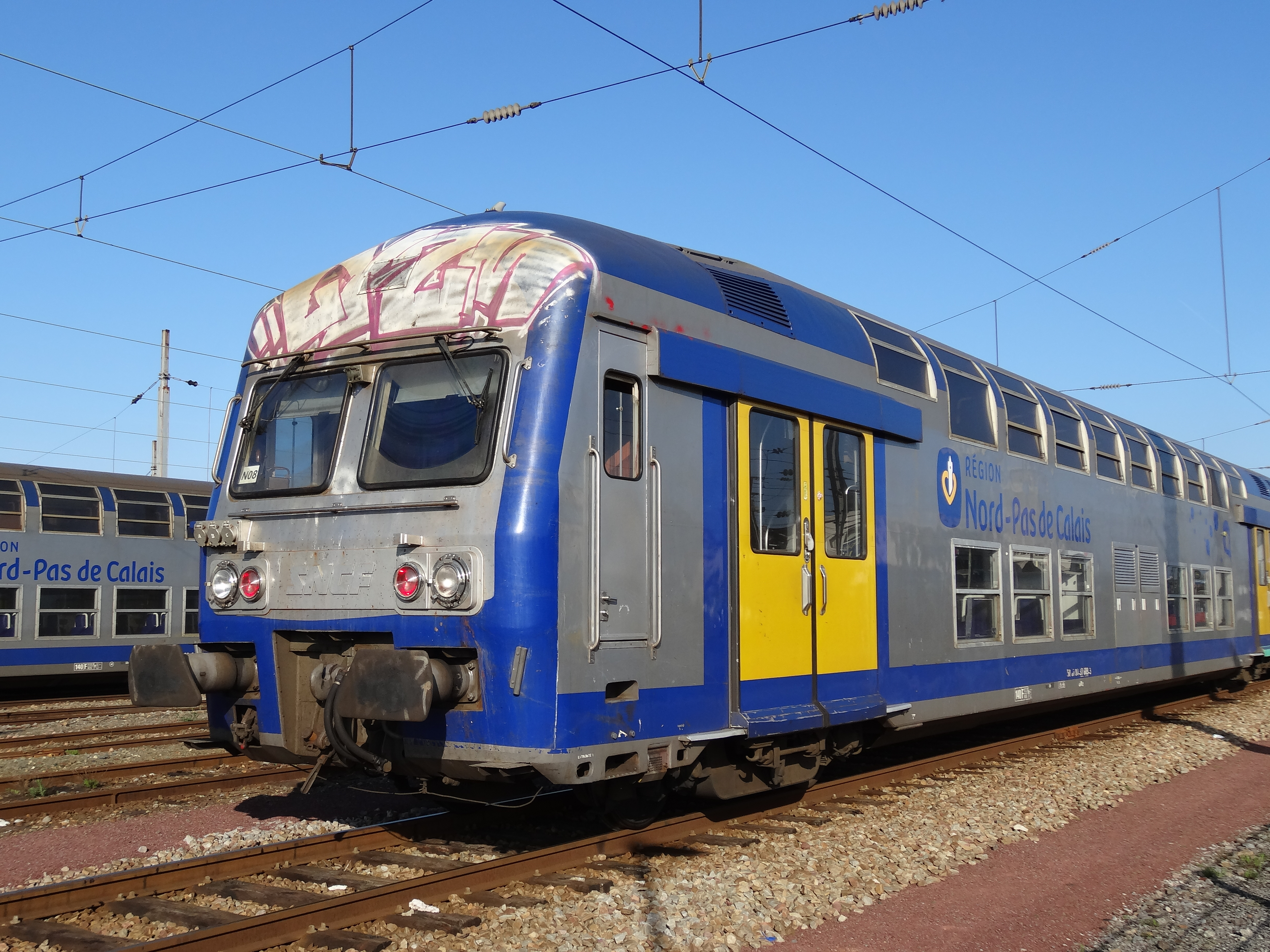
L'avant d'une VR 2N sur les voies de service de la gare de Lens.

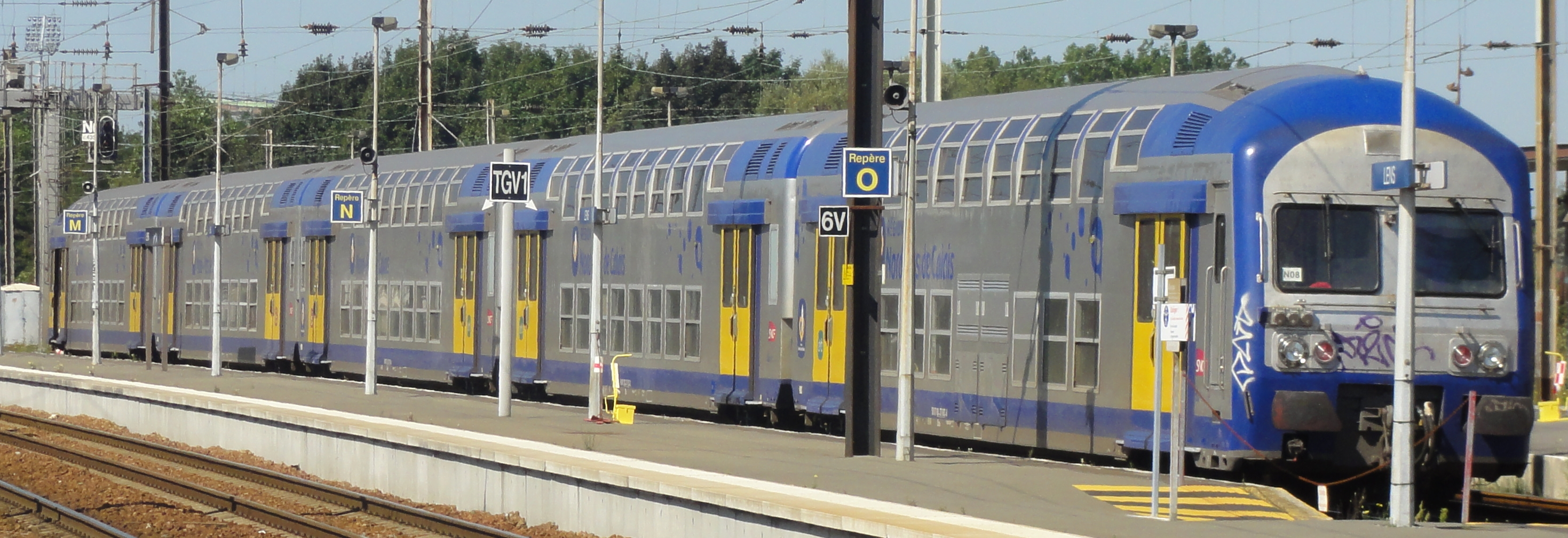
Une VR 2N à Lens.

Ces rames constituées de Voitures Régionales 2 Niveaux qui sont dérivées directement de séries similaires circulant sur la banlieue de Paris (VO2N Pour Voitures Omnibus 2 Niveaux et VB2N pour Voitures de Banlieue 2 Niveaux) ou dans d'autres Régions (Picardie, Centre, Haute Normandie). Elles nécessitent le recours à une locomotive électrique puissante pour leur traction (en région Nord-Pas-Calais, après une traction par des machines type BB 16500 dont la fin s'est réalisée en 2011. Un parc de 15 locomotives SNCF BB 25600 en cours de révision par la SNCF remplace ces locomotives et permet la traction de ces rames). Fortement capacitaires, ces rames font l'objet d'une modernisation pour les 34 premières voitures (livraisons en cours sur 2010 et 2011). Un autre programme de modernisation des 20 dernières voitures a été lancé avec réalisation sur 2011-2012. La rame N07 à été radié depuis mars 2025. La rame N01 à été radié en mai tandis que les rames N04, N09 et N10 en juin. Les dernières rames ont circulé jusqu'au 4 juillet 2025 pour terminus Calais. 
Sources : Catalogue matériel roulant Par TER Nord-Pas-De-Calais
| Rame | Voitures | Mise en service | Radiation | Région                 | STF               |
| ---- | -------- | --------------- | --------- | ---------------------- | ----------------- |
| N01  | 5        | /               | Radiée    | TER Nord-Pas-de-Calais | Lille             |
| N02  | 5        | /               | Radiée    | TER Nord-Pas-de-Calais | Lille             |
| N03  | 5        | /               | Radiée    | TER Nord-Pas-de-Calais | Lille             |
| N04  | 5        | /               | Radiée    | TER Nord-Pas-de-Calais | Lille             |
| N05  | 5        | /               | Radiée    | TER Nord-Pas-de-Calais | Lille ng n bg b   |
| N06  | 5        | /               | Radiée    | TER Nord-Pas-de-Calais | Lilleb hb b bh bi |
| N07  | 5        | /               | Radiée    | TER Nord-Pas-de-Calais | Lille             |
| N08  | 5        | /               | Radiée    | TER Nord-Pas-de-Calais | Lille             |
| N09  | 5        | /               | Radiée    | TER Nord-Pas-de-Calais | Lille             |
| N10  | 5        | /               | Radiée    | TER Nord-Pas-de-Calais | Lille             |

### Les Z 23500

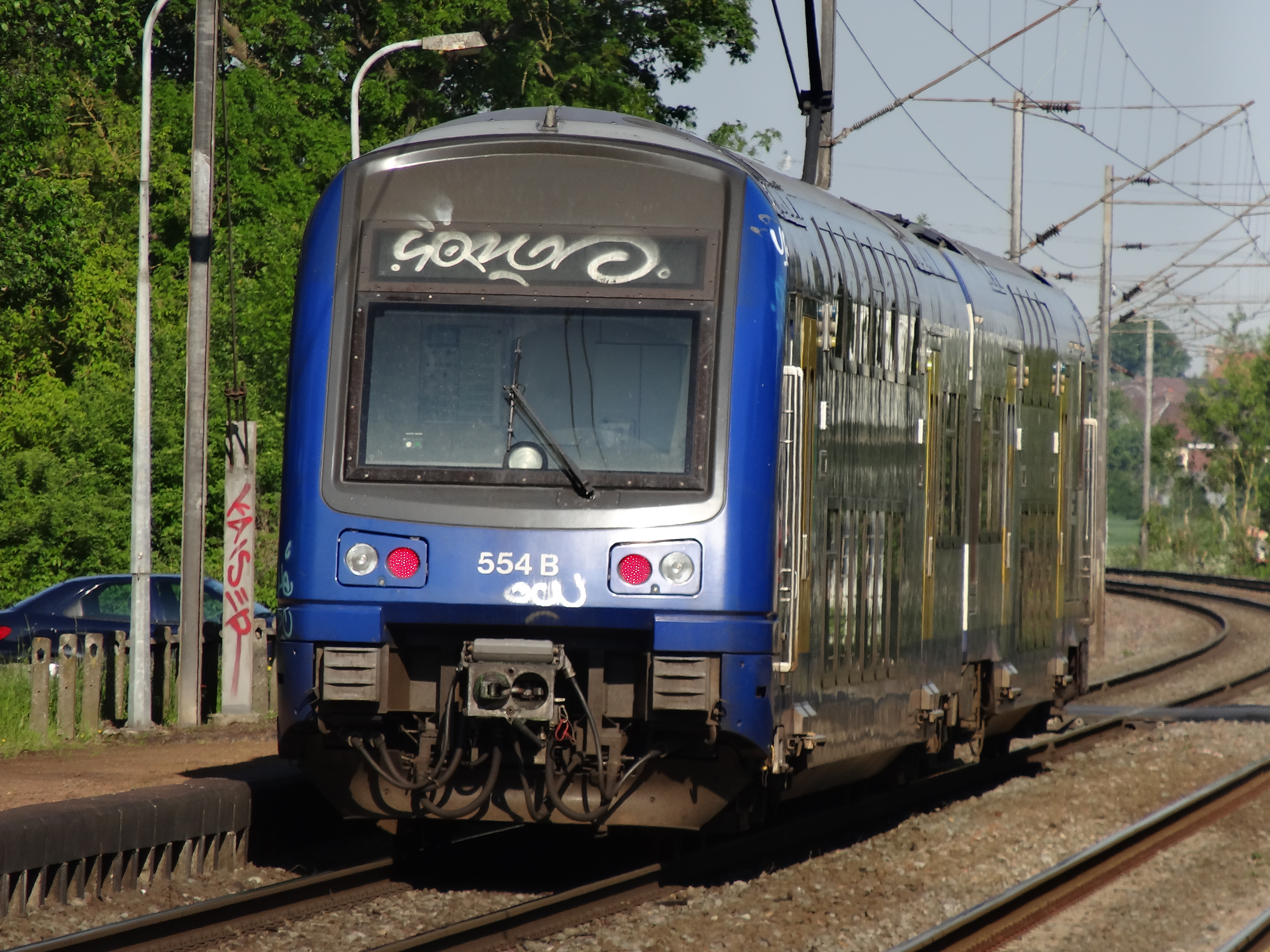
Un Z 23500 en gare de Beuvrages.

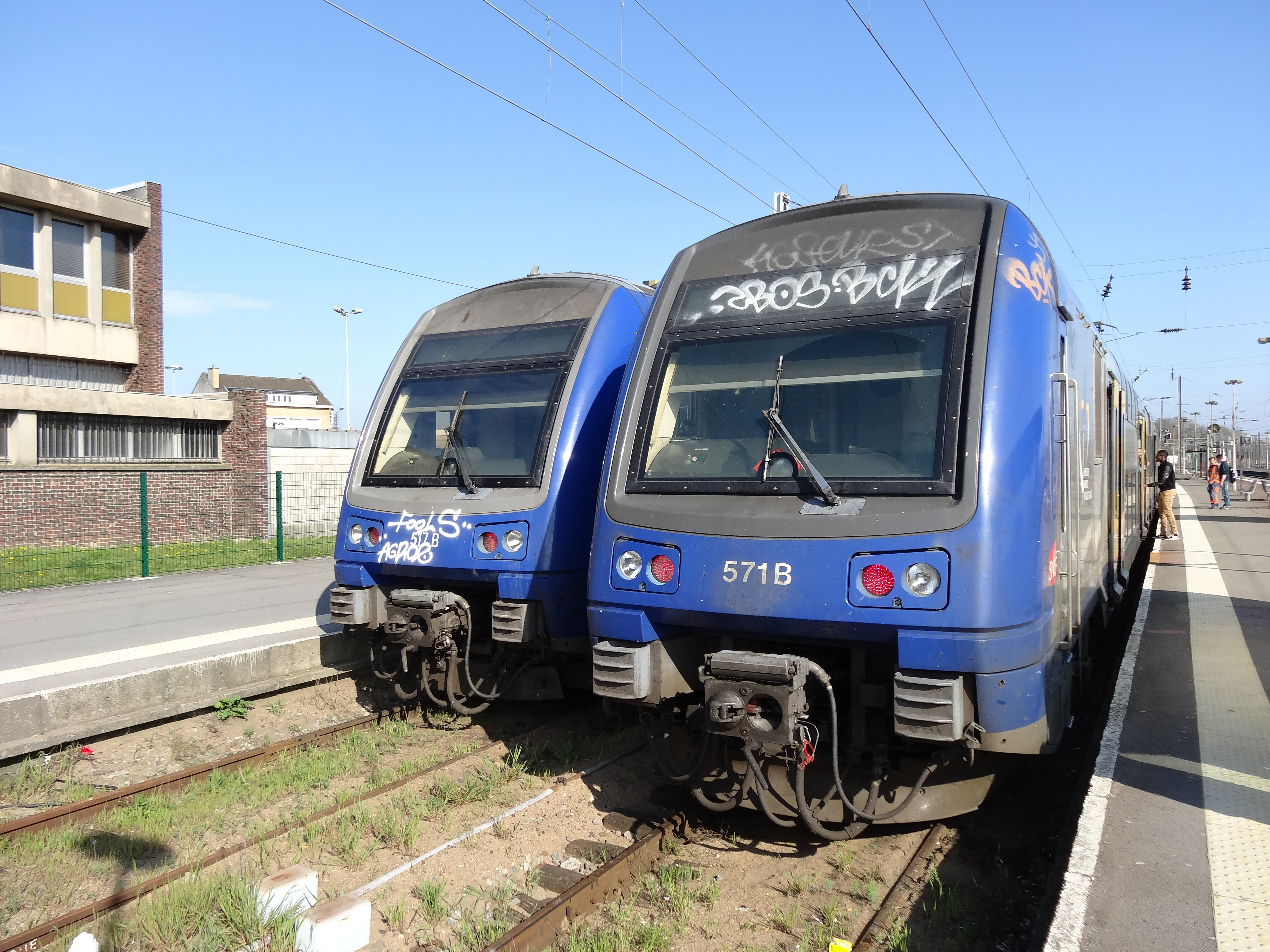
Deux Z 23500 en gare de Lens.

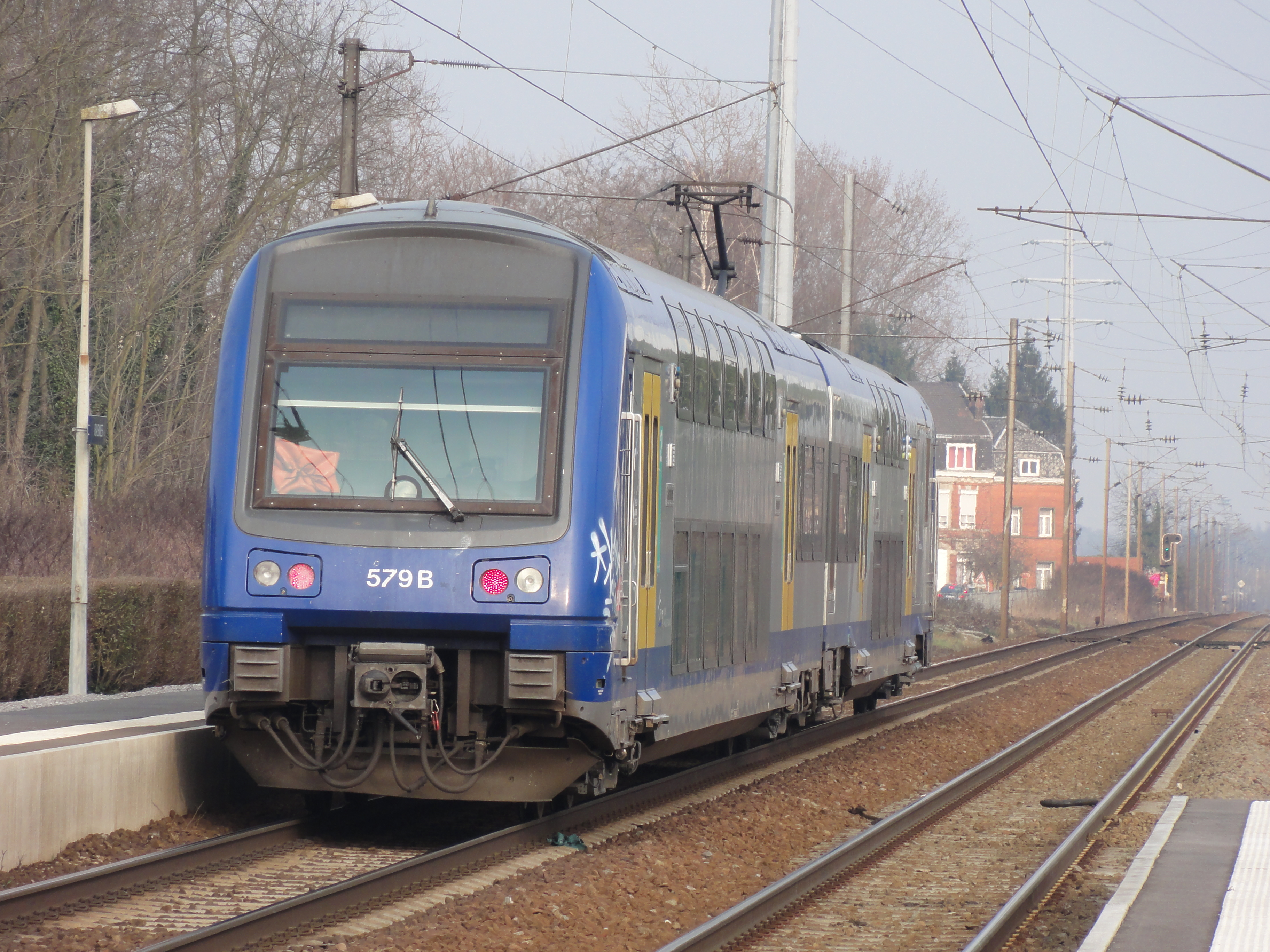
Un Z 23500 en gare de Raismes.

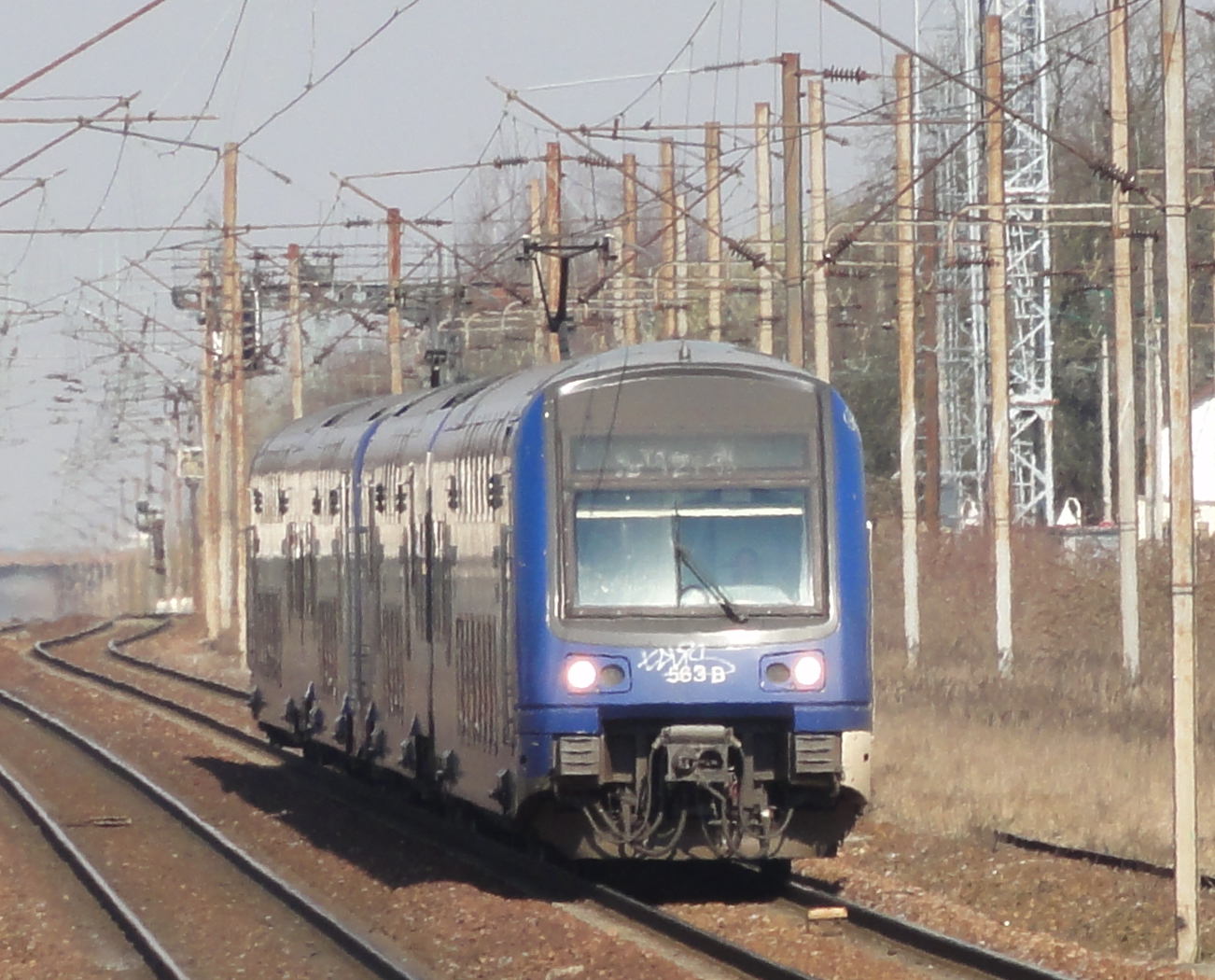
Un Z 23500 en UM2 en gare d'Hénin-Beaumont.

La région possède 33 automotrices électriques Z 23500 TER Nord-Pas-de-Calais au 1er mai 2012.
| Motrices | Mise en service   | Radiation   | Livrée           | STF                                                    | Baptême (date)                    | Activité               |
| -------- | ----------------- | ----------- | ---------------- | ------------------------------------------------------ | --------------------------------- | ---------------------- |
| 23502    | 25 juin 1998      | /           | TER              | STF Nord-Pas-de-Calais                                 | /                                 | TER Nord-Pas-de-Calais |
| 23506    | 9 mars 1998       | /           | TER              | STF Nord-Pas-de-Calais                                 | /                                 | TER Nord-Pas-de-Calais |
| 23514    | 1er juin 1998     | /           | TER              | STF Nord-Pas-de- Calais                                | /                                 | TER Nord-Pas-de-Calais |
| 23517    | 1er juillet 1998  | /           | TER              | STF Nord-Pas-de-Calais                                 | /                                 | TER Nord-Pas-de-Calais |
| 23518    | 23 juillet 1998   | /           | TER              | STF Nord-Pas-de-Calais                                 | /                                 | TER Nord-Pas-de-Calais |
| 23522    | 1er août 1998     | /           | TER              | STF Nord-Pas-de-Calais                                 | /                                 | TER Nord-Pas-de-Calais |
| 23526    | 2 octobre 1998    | /           | TER              | STF Nord-Pas-de-Calais                                 | Aulnoye-Aymeries (2 octobre 1998) | TER Nord-Pas-de-Calais |
| 23530    | 23 novembre 1998  | /           | TER (Sans logos) | STF Nord-Pas-de-Calais                                 | /                                 | TER Nord-Pas-de-Calais |
| 23534    | 22 décembre 1998  | /           | TER              | STF Nord-Pas-de-Calais                                 | /                                 | TER Nord-Pas-de-Calais |
| 23542    | 22 février 1999   | /           | TER              | STF Nord-Pas-de-Calais                                 | /                                 | TER Nord-Pas-de-Calais |
| 23543    | 9 février 1999    | /           | TER              | STF Nord-Pas-de-Calais (Marseille depuis Juillet 2016) | /                                 | TER Nord-Pas-de-Calais |
| 23546    | 4 mars 1999       | /           | TER              | STF Nord-Pas-de-Calais                                 | /                                 | TER Nord-Pas-de-Calais |
| 23551    | 2 avril 1999      | /           | TER              | STF Nord-Pas-de-Calais                                 | /                                 | TER Nord-Pas-de-Calais |
| 23552    | 12 avril 1999     | /           | TER              | STF Nord-Pas-de-Calais                                 | /                                 | TER Nord-Pas-de-Calais |
| 23554    | 26 avril 1999     | /           | TER              | STF Nord-Pas-de-Calais                                 | /                                 | TER Nord-Pas-de-Calais |
| 23555    | 3 mai 1999        | /           | TER              | STF Nord-Pas-de-Calais                                 | /                                 | TER Nord-Pas-de-Calais |
| 23557    | 21 mai 1999       | /           | TER              | STF Nord-Pas-de-Calais                                 | /                                 | TER Nord-Pas-de-Calais |
| 23558    | 31 mai 1999       | /           | TER              | STF Nord-Pas-de-Calais                                 | /                                 | TER Nord-Pas-de-Calais |
| 23559    | 14 septembre 1999 | /           | TER              | STF Nord-Pas-de-Calais                                 | /                                 | TER Nord-Pas-de-Calais |
| 23561    | 12 juillet 1999   | /           | TER              | STF Nord-Pas-de-Calais                                 | /                                 | TER Nord-Pas-de-Calais |
| 23562    | 1er juillet 1999  | /           | TER              | STF Nord-Pas-de-Calais                                 | /                                 | TER Nord-Pas-de-Calais |
| 23563    | 29 juillet 1999   | /           | TER              | STF Nord-Pas-de-Calais                                 | /                                 | TER Nord-Pas-de-Calais |
| 23565    | 9 septembre 1999  | /           | TER              | STF Nord-Pas-de-Calais                                 | /                                 | TER Nord-Pas-de-Calais |
| 23566    | 14 septembre 1999 | /           | TER              | STF Nord-Pas-de-Calais                                 | /                                 | TER Nord-Pas-de-Calais |
| 23568    | 8 octobre 1999    | /           | TER              | STF Nord-Pas-de-Calais                                 | /                                 | TER Nord-Pas-de-Calais |
| 23569    | 26 octobre 1999   | /           | TER              | STF Nord-Pas-de-Calais                                 | /                                 | TER Nord-Pas-de-Calais |
| 23571    | 15 novembre 1999  | /           | TER              | STF Nord-Pas-de-Calais                                 | /                                 | TER Nord-Pas-de-Calais |
| 23572    | 17 novembre 1999  | /           | TER              | STF Nord-Pas-de-Calais                                 | /                                 | TER Nord-Pas-de-Calais |
| 23574    | 16 décembre 1999  | 31 mai 2007 | TER              | Lille                                                  | /                                 | TER Nord-Pas-de-Calais |
| 23576    | 26 janvier 2000   | /           | TER              | STF Nord-Pas-de-Calais                                 | /                                 | TER Nord-Pas-de-Calais |
| 23577    | 23 février 2000   | /           | TER              | STF Nord-Pas-de-Calais                                 | /                                 | TER Nord-Pas-de-Calais |
| 23578    | 4 février 2000    | /           | TER              | STF Nord-Pas-de-Calais                                 | /                                 | TER Nord-Pas-de-Calais |
| 23579    | 1er mars 2000     | /           | TER              | STF Nord-Pas-de-Calais                                 | /                                 | TER Nord-Pas-de-Calais |
| 23580    | 31 mars 2000      | /           | TER              | STF Nord-Pas-de-Calais                                 | /                                 | TER Nord-Pas-de-Calais |

### Les X 76500

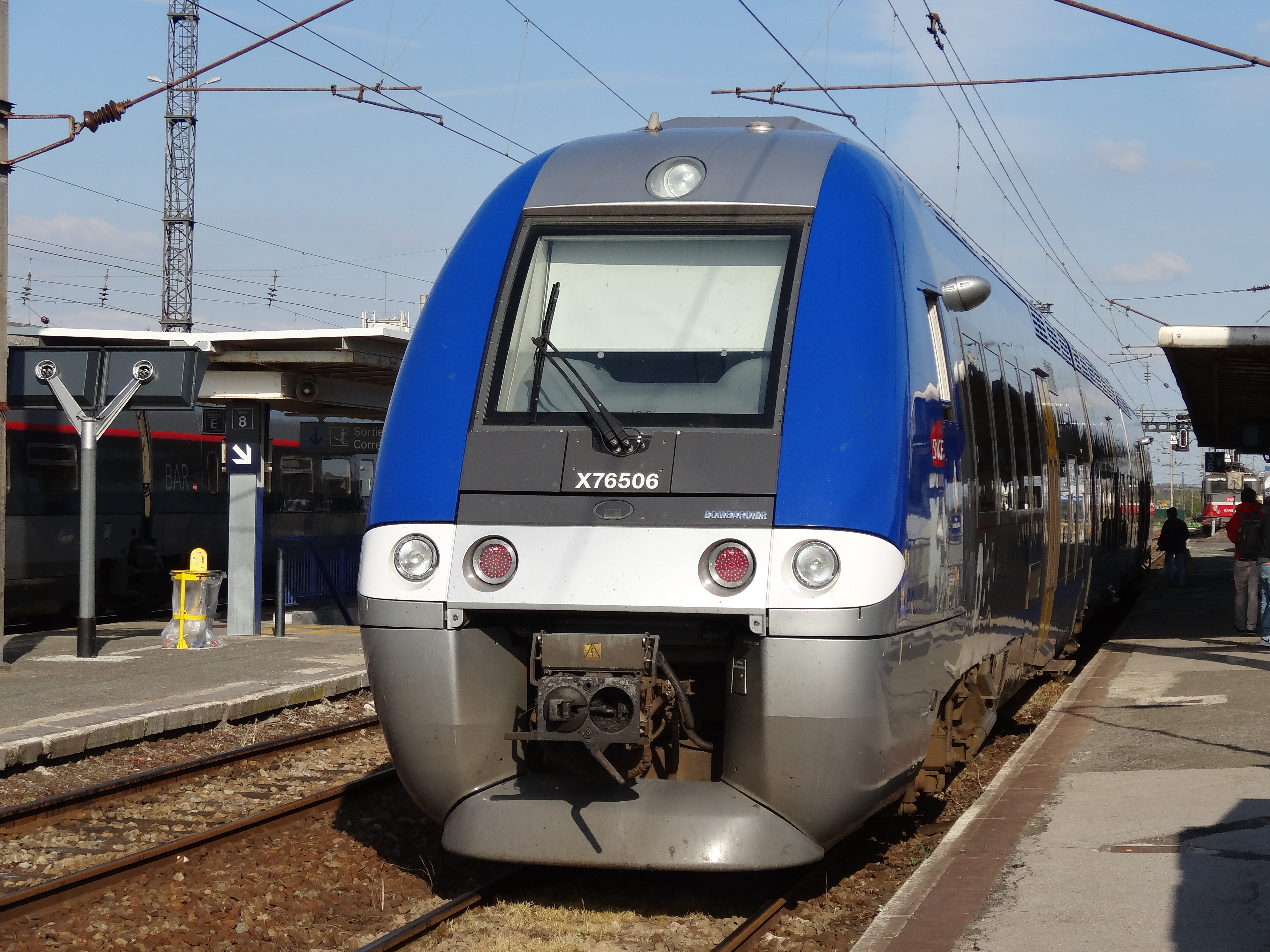
Un X 76500 en gare d'Hazebrouck.

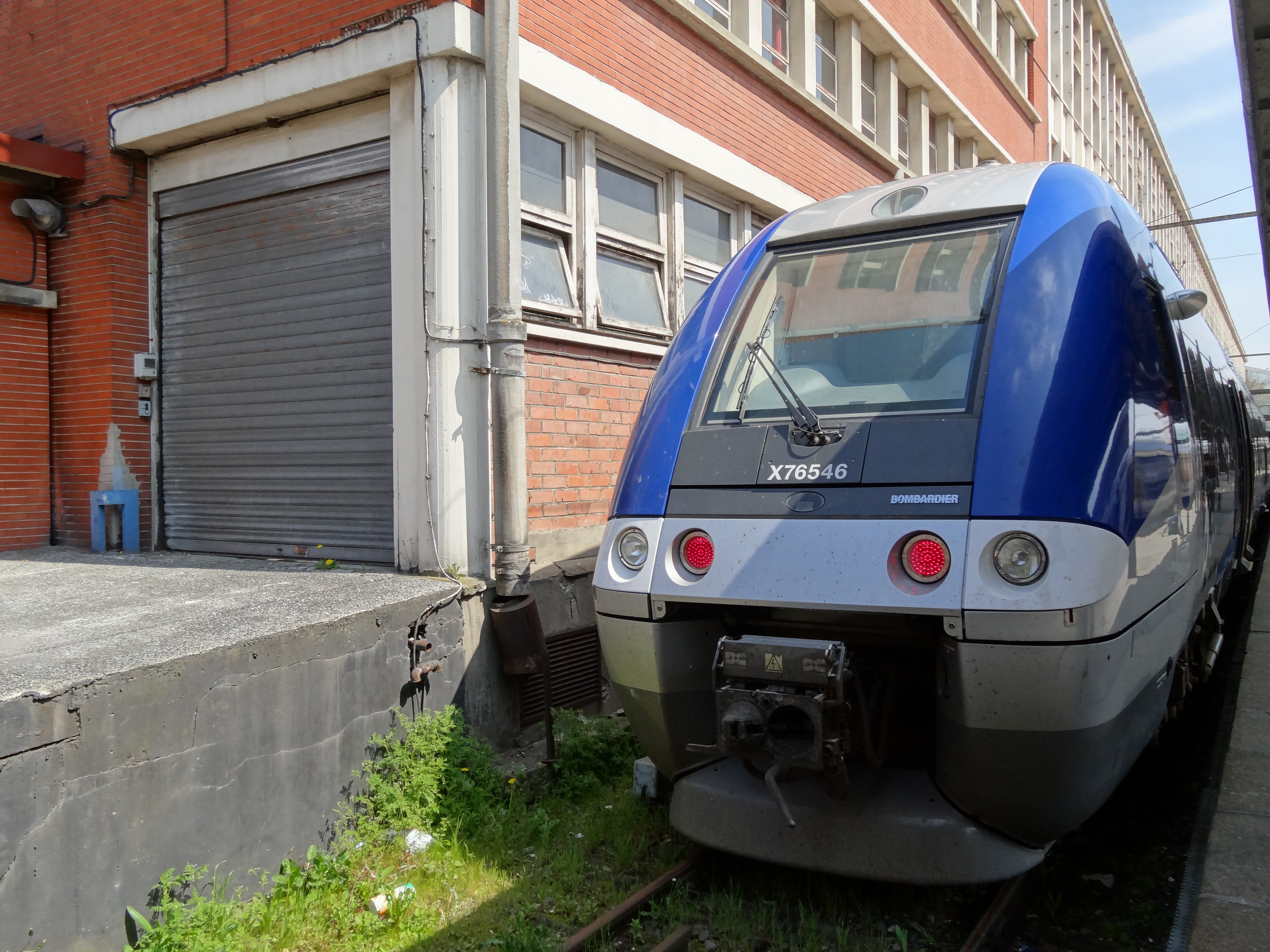
Un X 76500 sur le quai 16 de la gare de Lille-Flandres.

La région possède cinq autorails XGC X 76500 TER Nord-Pas-de-Calais au 30 mars 2017.
| Engin       | Mise en service   | Radiation             | Nombre de caisses | STF                    | Baptême (date) | Région                 |
| ----------- | ----------------- | --------------------- | ----------------- | ---------------------- | -------------- | ---------------------- |
| X 76505/506 | 12 juillet 2004   | Transféré en Alsace   | 3                 | STF Nord-Pas-de-Calais |                | TER Nord-Pas-de-Calais |
| X 76515/516 | 21 juillet 2004   | Transféré en Alsace   | 3                 | STF Nord-Pas-de-Calais |                | TER Nord-Pas-de-Calais |
| X 76529/530 | 27 octobre 2004   | Transféré en Alsace   | 3                 | STF Nord-Pas-de-Calais |                | TER Nord-Pas-de-Calais |
| X 76545/546 | 14 janvier 2005   | Transféré en Picardie | 3                 | STF Nord-Pas-de-Calais |                | TER Nord-Pas-de-Calais |
| X 76557/558 | 2 mars 2005       | Transféré en Picardie | 3                 | STF Nord-Pas-de-Calais |                | TER Nord-Pas-de-Calais |
| X 76569/570 | 1er mai 2005      | Transféré en Picardie | 3                 | STF Nord-Pas-de-Calais |                | TER Nord-Pas-de-Calais |
| X 76579/580 | 22 juillet 2005   | Transféré en Picardie | 3                 | STF Nord-Pas-de-Calais |                | TER Nord-Pas-de-Calais |
| X 76589/590 | 11 août 2005      | Transféré en Picardie | 3                 | STF Nord-Pas-de-Calais |                | TER Nord-Pas-de-Calais |
| X 76599/600 | 12 septembre 2005 | /                     | 3                 | STF Nord-Pas-de-Calais |                | TER Nord-Pas-de-Calais |
| X 76613/614 | 15 novembre 2005  | /                     | 3                 | STF Nord-Pas-de-Calais |                | TER Nord-Pas-de-Calais |
| X 76709/710 | 4 janvier 2008    | Transféré en Alsace   | 3                 | STF Nord-Pas-de-Calais |                | TER Nord-Pas-de-Calais |
| X 76711/712 | 3 janvier 2008    | Transféré en Alsace   | 3                 | STF Nord-Pas-de-Calais |                | TER Nord-Pas-de-Calais |
| X 76717/718 | 14 mars 2008      | /                     | 3                 | STF Nord-Pas-de-Calais |                | TER Nord-Pas-de-Calais |
| X 76719/720 | 2 avril 2008      | /                     | 3                 | STF Nord-Pas-de-Calais |                | TER Nord-Pas-de-Calais |
| X 76721/722 | 2 avril 2008      | /                     | 3                 | STF Nord-Pas-de-Calais |                | TER Nord-Pas-de-Calais |

### Les Z 24500

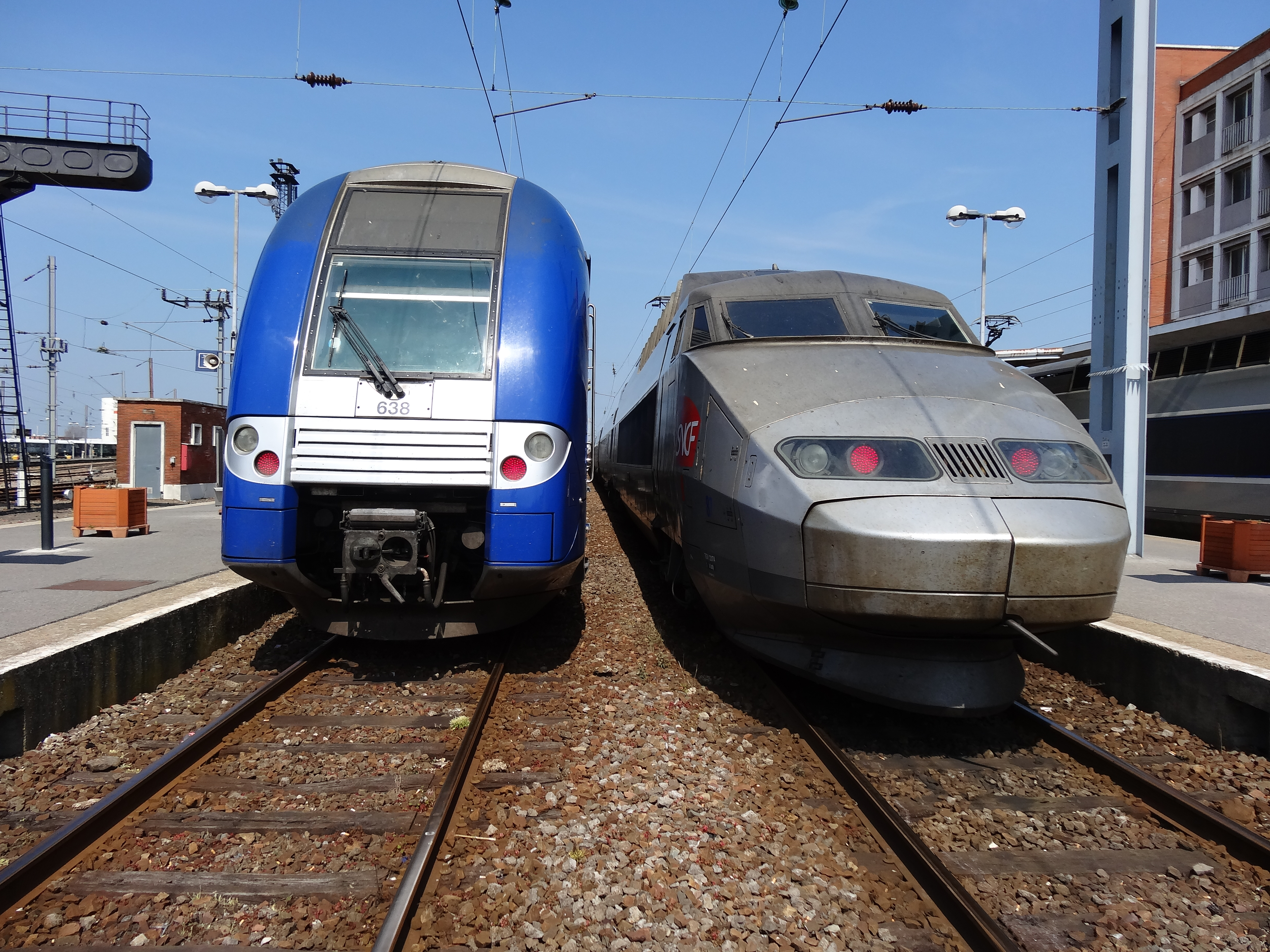
Un Z 24500 et un TGV en gare de Dunkerque.

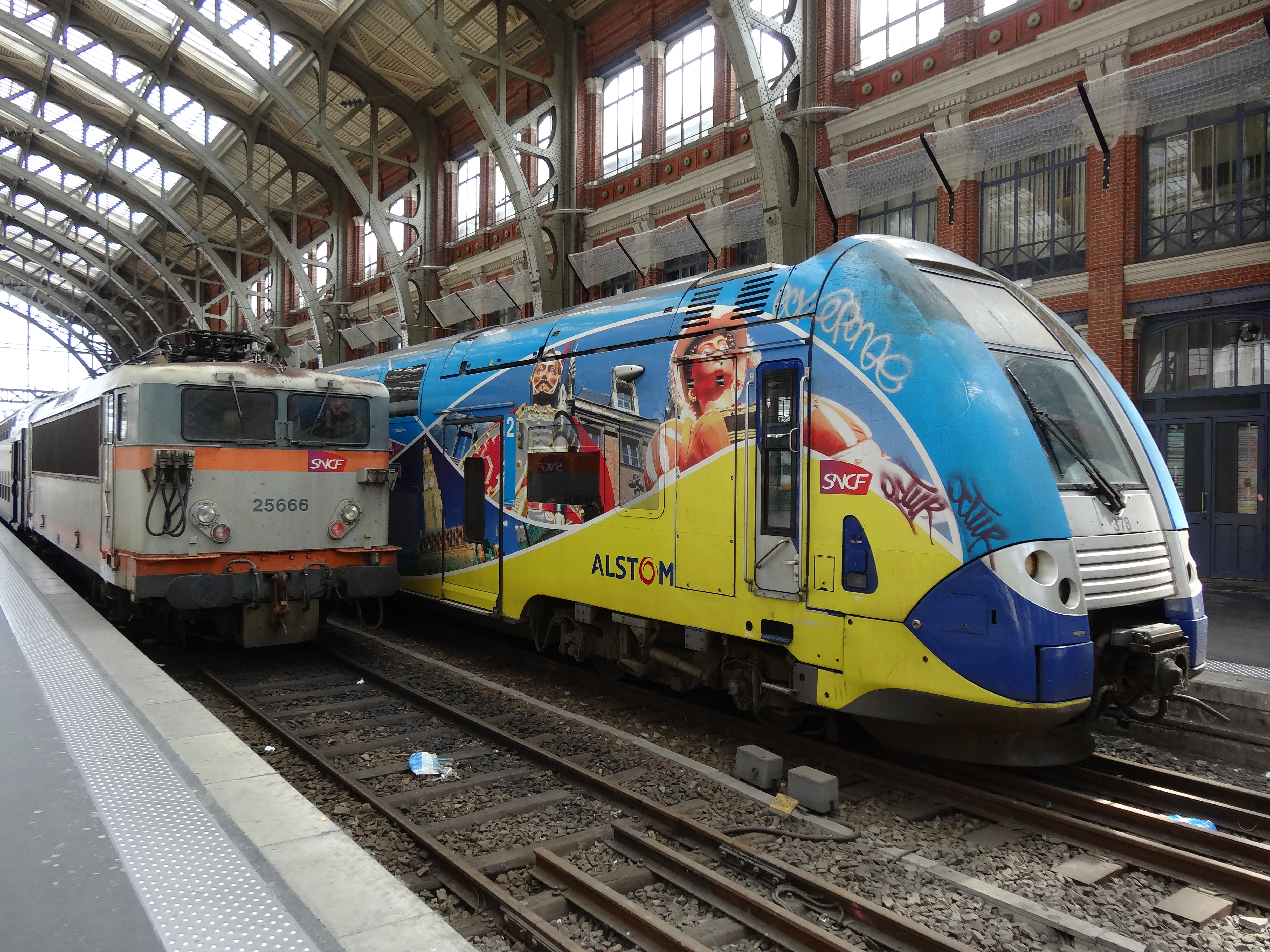
Un Z 24500 pelliculé, en gare de Lille-Flandres.

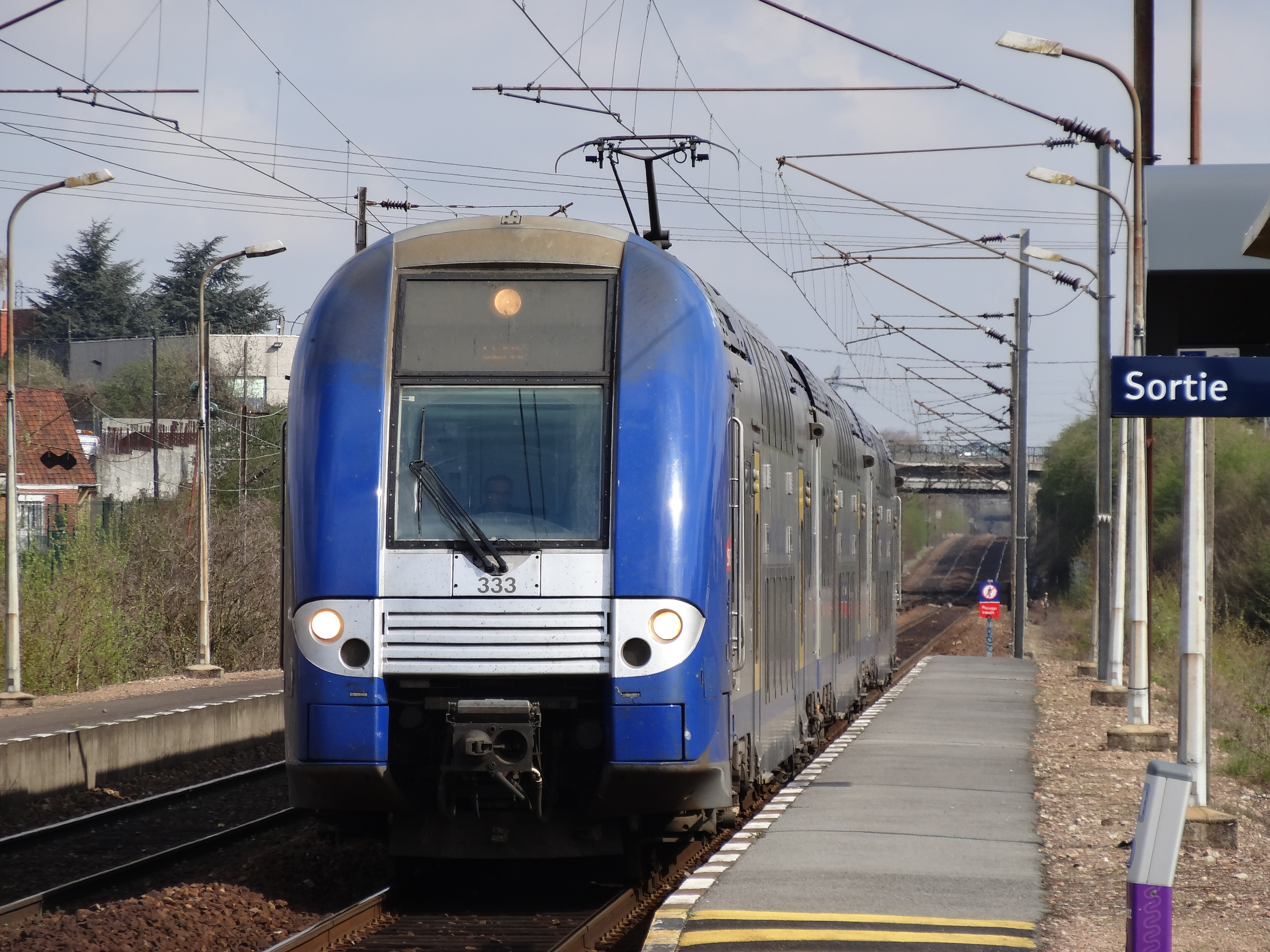
Un Z 24500 arrive en gare de Loison.

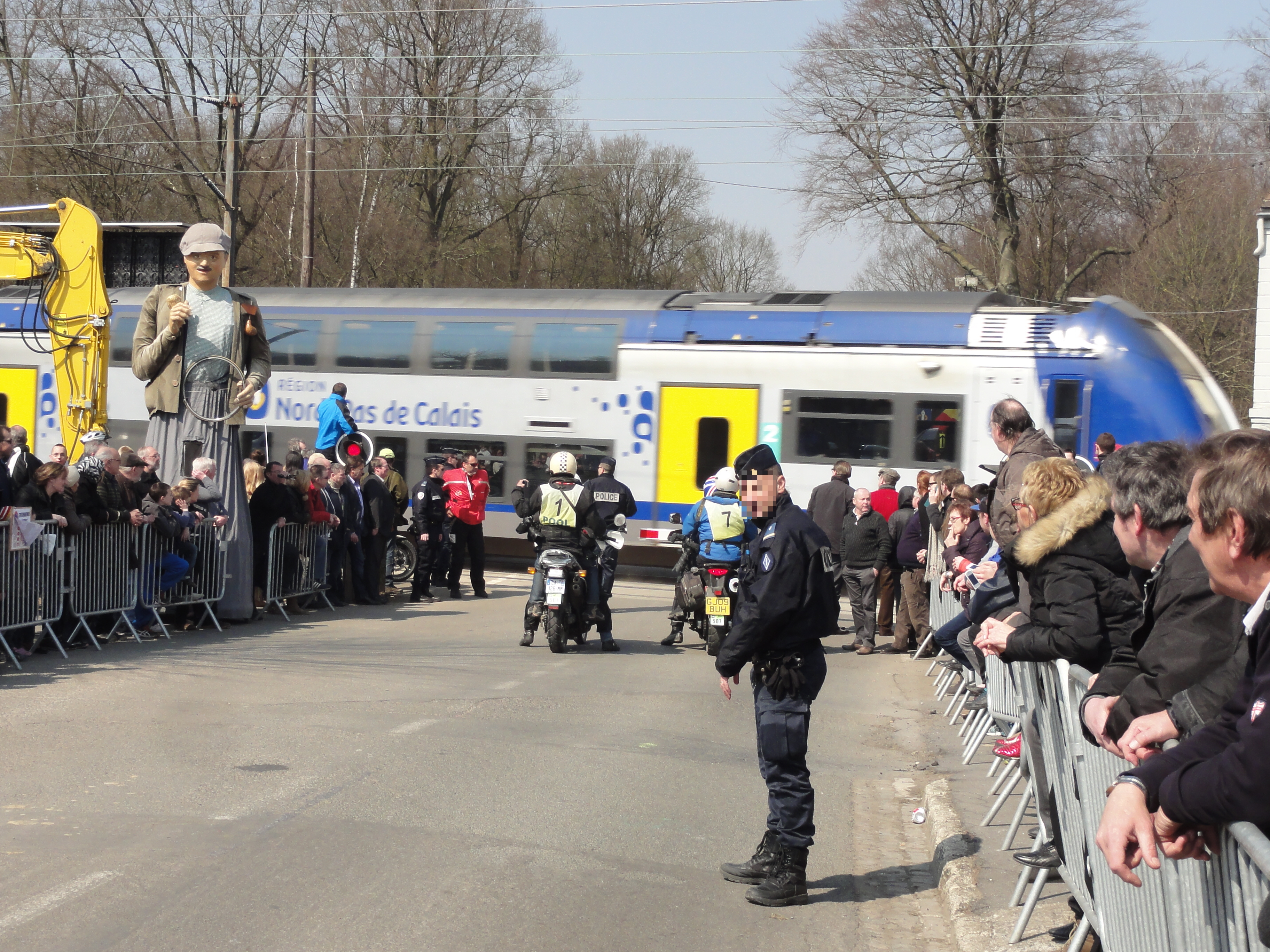
Un Z 24500 à Wallers peu avant le passage du Paris-Roubaix 2013.

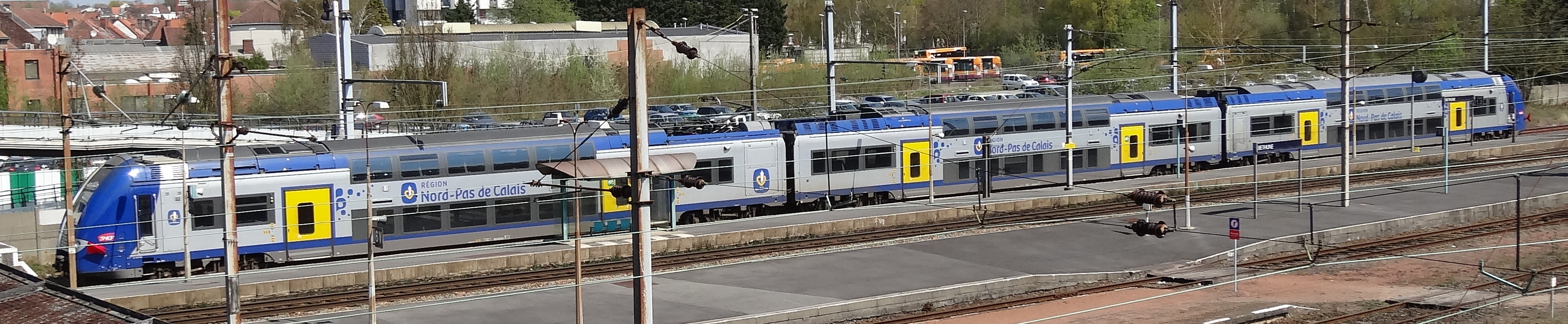
Un Z 24500 en gare de Béthune.

La région possède 47 automotrices électriques Z 24500 TER Nord-Pas-de-Calais au 1er mai 2013
| Rames | Motrices   | Mise en service  | Radiation | Nombre de caisses | STF                    | Baptême (Date) | Région                  |
| ----- | ---------- | ---------------- | --------- | ----------------- | ---------------------- | -------------- | ----------------------- |
| 304C  | Z24507/508 | 27 août 2004     | /         | 3                 | STF Nord-Pas-de-Calais | /              | TER Nord-Pas-de-Calais  |
| 305C  | Z24509/510 | 20 octobre 2004  | /         | 3                 | STF Nord-Pas-de-Calais | /              | TER Nord-Pas-de-Calais  |
| 308C  | Z24515/516 | 9 août 2004      | /         | 3                 | STF Nord-Pas-de-Calais | /              | TER Nord-Pas-de-Calais  |
| 309C  | Z24517/518 | 20 octobre 2004  | /         | 3                 | STF Nord-Pas-de-Calais | /              | TER Nord-Pas-de-Calais  |
| 311C  | Z24521/522 | 20 octobre 2004  | /         | 3                 | STF Nord-Pas-de-Calais | /              | TER Nord-Pas-de-Calais  |
| 312C  | Z24523/524 | 9 décembre 2004  | /         | 3                 | STF Nord-Pas-de-Calais | /              | TER Nord-Pas-de-Calais  |
| 315C  | Z24529/530 | 18 janvier 2005  | /         | 3                 | STF Nord-Pas-de-Calais | /              | TER Nord-Pas-de-Calais  |
| 323C  | Z24545/546 | 2 mars 2005      | /         | 3                 | STF Nord-Pas-de-Calais | /              | TER Nord-Pas-de-Calais  |
| 325C  | Z24549/550 | 2 mars 2005      | /         | 3                 | STF Nord-Pas-de-Calais | /              | TER Nord-Pas-de-Calais  |
| 327C  | Z24553/554 | 1er avril 2005   | /         | 3                 | STF Nord-Pas-de-Calais | /              | TER Nord-Pas-de-Calais  |
| 328C  | Z24555/556 | 1er avril 2005   | /         | 3                 | STF Nord-Pas-de-Calais | /              | TER Nord-Pas-de-Calais  |
| 329C  | Z24557/558 | 1er avril 2005   | /         | 3                 | STF Nord-Pas-de-Calais | /              | TER Nord-Pas-de-Calais  |
| 331C  | Z24561/562 | 27 mai 2005      | /         | 3                 | STF Nord-Pas-de-Calais | /              | TER Nord-Pas-de-Calais  |
| 332C  | Z24563/564 | 9 juin 2005      | /         | 3                 | STF Nord-Pas-de-Calais | /              | TER Nord-Pas-de-Calais  |
| 333C  | Z24565/566 | 9 juin 2005      | /         | 3                 | STF Nord-Pas-de-Calais | /              | TER Nord-Pas-de-Calais  |
| 334C  | Z24567/568 | 9 juin 2005      | /         | 3                 | STF Nord-Pas-de-Calais | /              | TER Nord-Pas-de-Calais  |
| 374C  | Z24647/648 | 11 octobre 2006  | /         | 3                 | STF Nord-Pas-de-Calais | /              | TER Nord-Pas-de-Calais  |
| 375C  | Z24649/650 | 20 novembre 2006 | /         | 3                 | STF Nord-Pas-de-Calais | /              | TER Nord-Pas-de-Calais  |
| 376C  | Z24651/652 | 27 novembre 2006 | /         | 3                 | STF Nord-Pas-de-Calais | /              | TER Nord-Pas-de-Calais  |
| 377C  | Z24653/654 | 27 novembre 2006 | /         | 3                 | STF Nord-Pas-de-Calais | /              | TER Nord-Pas-de-Calais  |
| 378C  | Z24655/656 | 6 mars 2007      | /         | 3                 | STF Nord-Pas-de-Calais | /              | TER Nord-Pas-de-Calais  |
| 379C  | Z24657/658 | 16 mai 2007      | /         | 3                 | STF Nord-Pas-de-Calais | /              | TER Nord-Pas-de-Calais  |
| 380C  | Z24659/660 | 16 mai 2007      | /         | 3                 | STF Nord-Pas-de-Calais | /              | TER Nord-Pas-de-Calais  |
| 381C  | Z24661/662 | 29 juin 2007     | /         | 3                 | STF Nord-Pas-de-Calais | /              | TER Nord-Pas-de-Calais  |
| 382C  | Z24663/664 | 29 juin 2007     | /         | 3                 | STF Nord-Pas-de-Calais | /              | TER Nord-Pas-de-Calais  |
| 383C  | Z24665/666 | 16 juillet 2007  | /         | 3                 | STF Nord-Pas-de-Calais | /              | TER Nord-Pas-de-Calais  |
| 398C  | Z24695/696 | 11 mars 2008     | /         | 3                 | STF Nord-Pas-de-Calais | /              | TER Nord-Pas-de-Calais  |
| 610C  | Z24719/720 | 11 mars 2009     | /         | 3                 | STF Nord-Pas-de-Calais | /              | TER Nord-Pas-de-Calais  |
| 611C  | Z24721/722 | 23 mars 2009     | /         | 3                 | STF Nord-Pas-de-Calais | /              | TER Nord-Pas-de-Calais  |
| 612C  | Z24723/724 | 23 mars 2009     | /         | 3                 | STF Nord-Pas-de-Calais | /              | TER Nord-Pas-de-Calais  |
| 613C  | Z24725/726 | 16 mars 2009     | /         | 3                 | STF Nord-Pas-de-Calais | /              | TER Nord-Pas-de-Calais  |
| 616C  | Z24731/732 | 1er mai 2009     | /         | 3                 | STF Nord-Pas-de-Calais | /              | TER Nord-Pas-de-Calais  |
| 617C  | Z24733/734 | 18 juin 2009     | /         | 3                 | STF Nord-Pas-de-Calais | /              | TER Nord-Pas-de-Calais  |
| 619C  | Z24737/738 | 25 juin 2009     | /         | 3                 | STF Nord-Pas-de-Calais | /              | TER Nord-Pas-de-Calais  |
| 621C  | Z24741/742 | 10 juillet 2009  | /         | 3                 | STF Nord-Pas-de-Calais | /              | TER Nord-Pas-de-Calais  |
| 623C  | Z24745/746 | 31 juillet 2009  | /         | 3                 | STF Nord-Pas-de-Calais | /              | TER Nord-Pas-de-Calais  |
| 624C  | Z24747/748 | 31 août 2009     | /         | 3                 | STF Nord-Pas-de-Calais | /              | TER Nord-Pas-de-Calais  |
| 627C  | Z24753/754 | 2 septembre 2009 | /         | 3                 | STF Nord-Pas-de-Calais | /              | TER Nord-Pas-de-Calais  |
| 628C  | Z24755/756 | 3 septembre 2009 | /         | 3                 | STF Nord-Pas-de-Calais | /              | TER Nord-Pas-de-Calais  |
| 632C  | Z24763/764 | 16 octobre 2009  | /         | 3                 | STF Nord-Pas-de-Calais | /              | TER Nord-Pas-de-Calais  |
| 637C  | Z24773/774 | 3 septembre 2009 | /         | 3                 | STF Nord-Pas-de-Calais | /              | TER Nord-Pas-de-Calais  |
| 638C  | Z24775/776 | 27 novembre 2009 | /         | 3                 | STF Nord-Pas-de-Calais | /              | TER Nord-Pas-de-Calais  |
| 639C  | Z24777/778 | 9 novembre 2009  | /         | 3                 | STF Nord-Pas-de-Calais | /              | TER Nord-Pas-de-Calais  |
| 640C  | Z24779/780 | 3 septembre 2009 | /         | 3                 | STF Nord-Pas-de-Calais | /              | TER Nord-Pas-de-Calais  |
| 641C  | Z24781/782 | 3 septembre 2009 | /         | 3                 | STF Nord-Pas-de-Calais | /              | TER Nord-Pas-de-Calais  |
| 645C  | Z24789/790 | 9 juillet 2010   | /         | 3                 | STF Nord-Pas-de-Calais | /              | TER Nord-Pas-de-Calais* |

- Z24789/790 Région Haute-Normandie en prêt.

### Les Z 55500

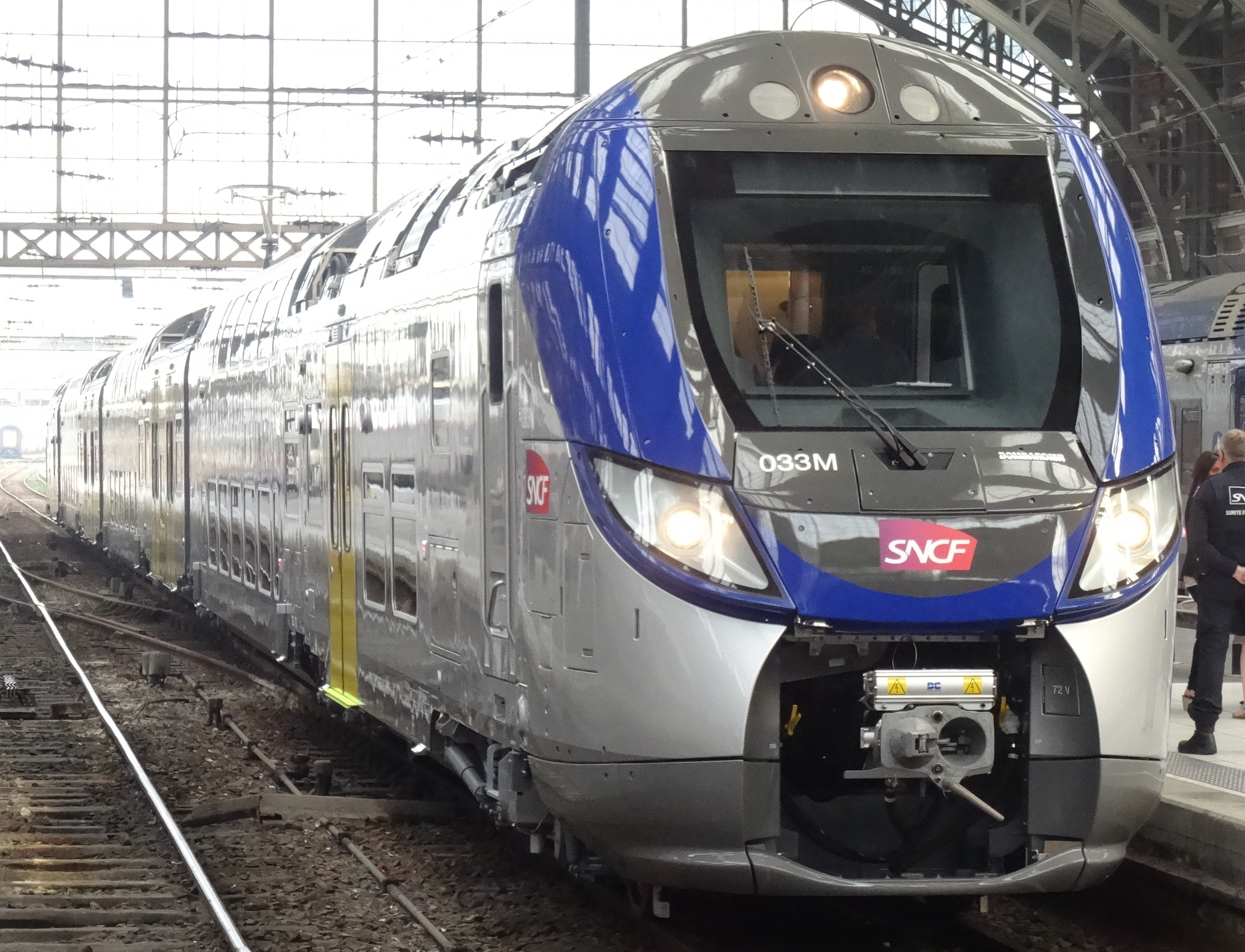
Présentation du Regio 2N de Bombardier le 22 septembre 2014 en gare de Lille-Flandres.

La région possède 18 automotrices Z 55500 TER Nord-Pas-de-Calais au 4 décembre 2018.
| Rames | Engin           | Mise en service    | Radiation | Nombre de caisses | STF                    | Baptême (date) | Région                 |
| ----- | --------------- | ------------------ | --------- | ----------------- | ---------------------- | -------------- | ---------------------- |
| 005M  | Z 55509/5506510 | 11 juin 2015       | /         | 7                 | STF Nord-Pas-de-Calais | /              | TER Nord-Pas-de-Calais |
| 033M  | Z 55565/5506566 | 15 octobre 2014    | /         | 7                 | STF Nord-Pas-de-Calais | /              | TER Nord-Pas-de-Calais |
| 038M  | Z 55575/5506576 | 11 juin 2015       | /         | 7                 | STF Nord-Pas-de-Calais | /              | TER Nord-Pas-de-Calais |
| 042M  | Z 55583/5506584 | 11 juin 2015       | /         | 7                 | STF Nord-Pas-de-Calais | /              | TER Nord-Pas-de-Calais |
| 054M  | Z 55607/5506608 | 25 juin 2015       | /         | 7                 | STF Nord-Pas-de-Calais | /              | TER Nord-Pas-de-Calais |
| 062M  | Z 55623/5506624 | 14 septembre 2015  | /         | 7                 | STF Nord-Pas-de-Calais | /              | TER Nord-Pas-de-Calais |
| 069M  | Z 55637/5506638 | 26 février 2015    | /         | 7                 | STF Nord-Pas-de-Calais | /              | TER Nord-Pas-de-Calais |
| 075M  | Z 55649/5506650 | 16 mars 2016       | /         | 7                 | STF Nord-Pas-de-Calais | /              | TER Nord-Pas-de-Calais |
| 081M  | Z 55661/5506662 | 14 mars 2016       | /         | 7                 | STF Nord-Pas-de-Calais | /              | TER Nord-Pas-de-Calais |
| 087M  | Z 55673/5506674 | 1er septembre 2016 | /         | 7                 | STF Nord-Pas-de-Calais | /              | TER Nord-Pas-de-Calais |
| 092M  | Z 55683/5506684 | 4 novembre 2016    | /         | 7                 | STF Nord-Pas-de-Calais | /              | TER Nord-Pas-de-Calais |
| 097M  | Z 55693/5506694 | 6 décembre 2016    | /         | 7                 | STF Nord-Pas-de-Calais | /              | TER Nord-Pas-de-Calais |
| 113M  | Z 55725/5506726 | 28 septembre 2017  | /         | 7                 | STF Nord-Pas-de-Calais | /              | TER Nord-Pas-de-Calais |
| 117M  | Z 55733/5507734 | 30 juin 2017       | /         | 7                 | STF Nord-Pas-de-Calais | /              | TER Nord-Pas-de-Calais |
| 120M  | Z 55739/5506740 | 24 janvier 2017    | /         | 7                 | STF Nord-Pas-de-Calais | /              | TER Nord-Pas-de-Calais |
| 123M  | Z 55745/746     | 2 août 2017        | /         | 7                 | STF Nord-Pas-de-Calais | /              | TER Nord-Pas-de-Calais |
| 124M  | Z 55747/748     | 29 août 2017       | /         | 7                 | STF Nord-Pas-de-Calais | /              | TER Nord-Pas-de-Calais |
| 127M  | Z 55753/754     | 10 août 2017       | /         | 7                 | STF Nord-Pas-de-Calais | /              | TER Nord-Pas-de-Calais |

### Les B 82500

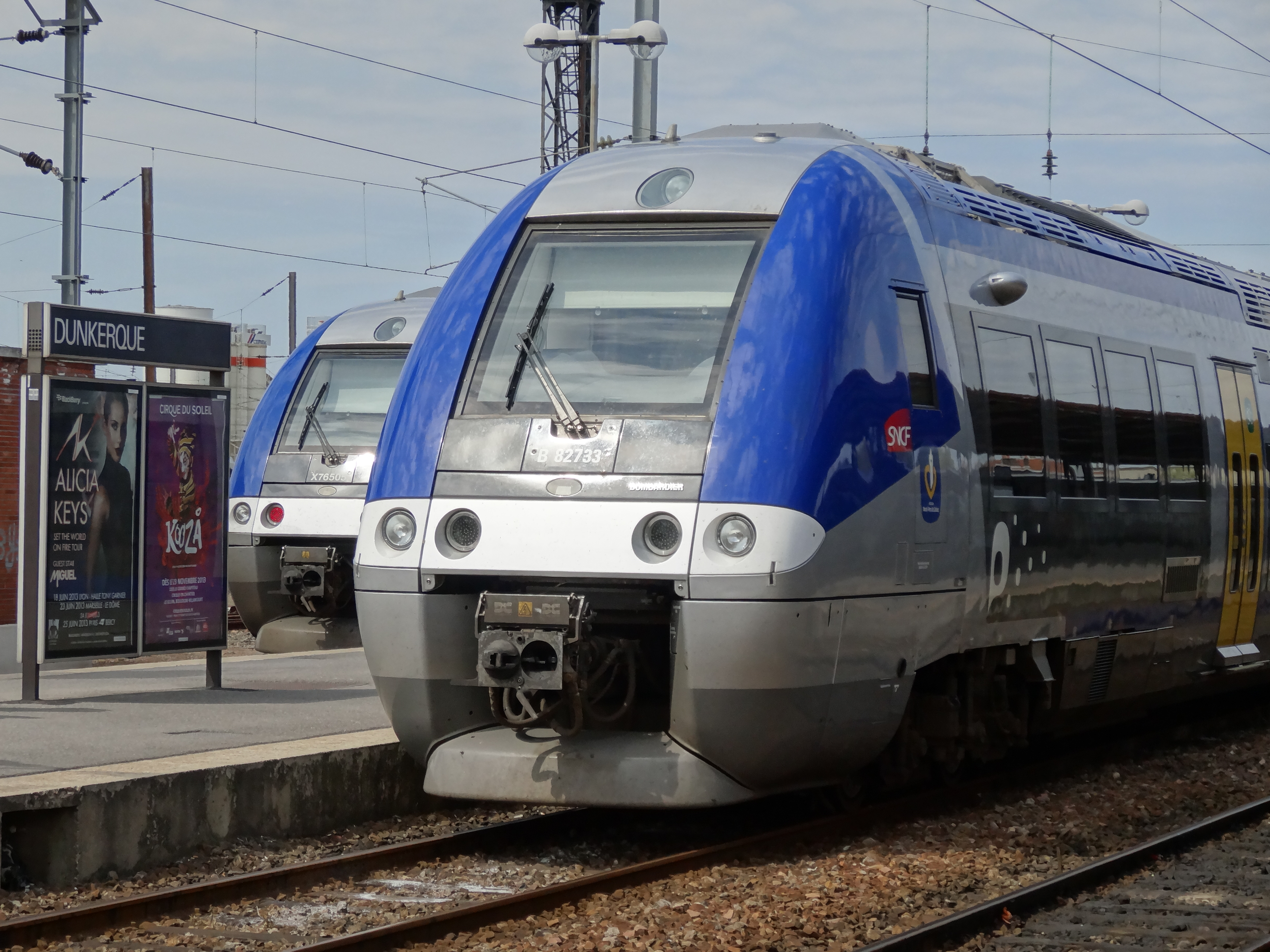
un B 82500 en gare de Dunkerque.

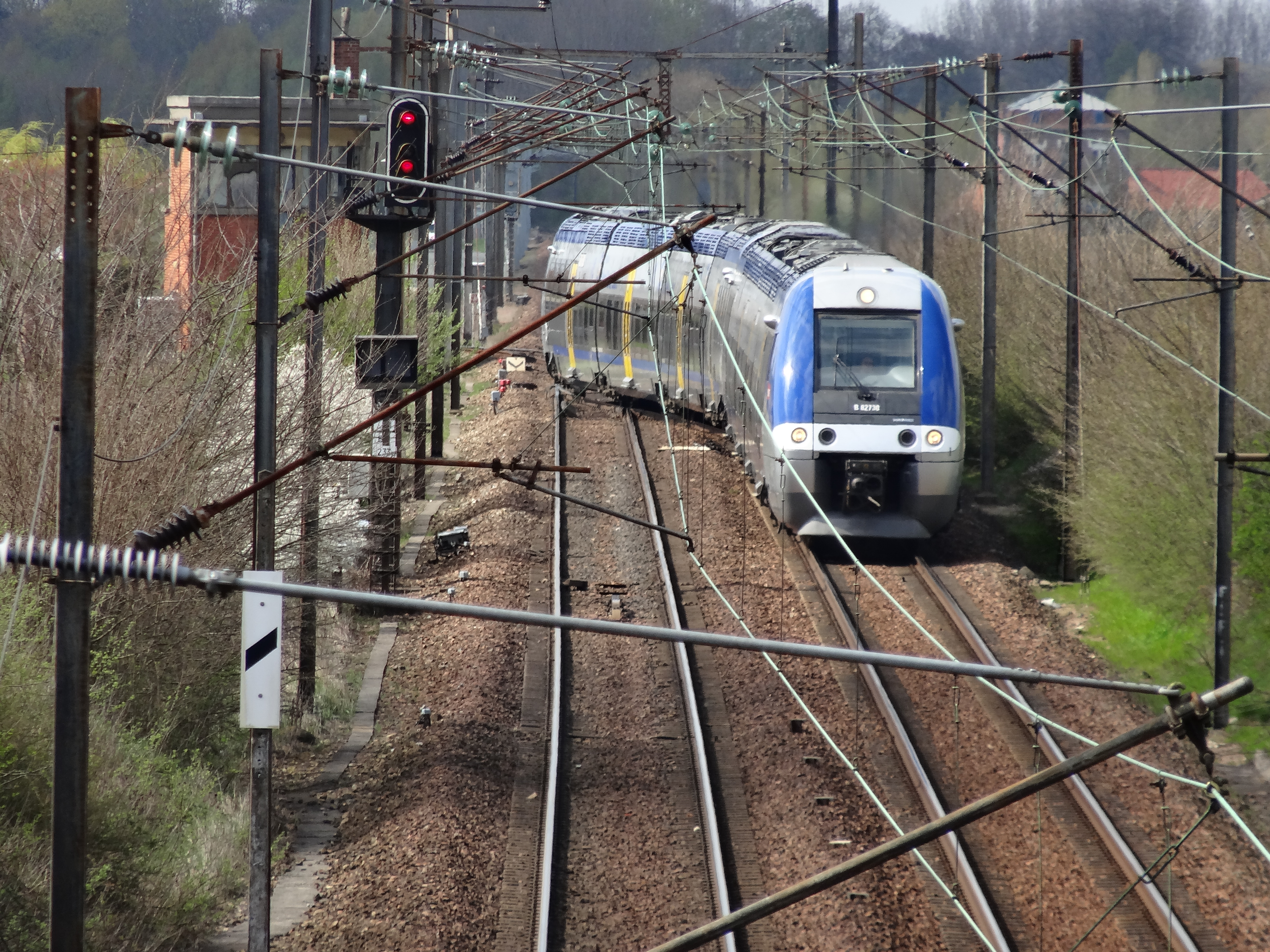
Un B 82500 en direction de la gare de Béthune.

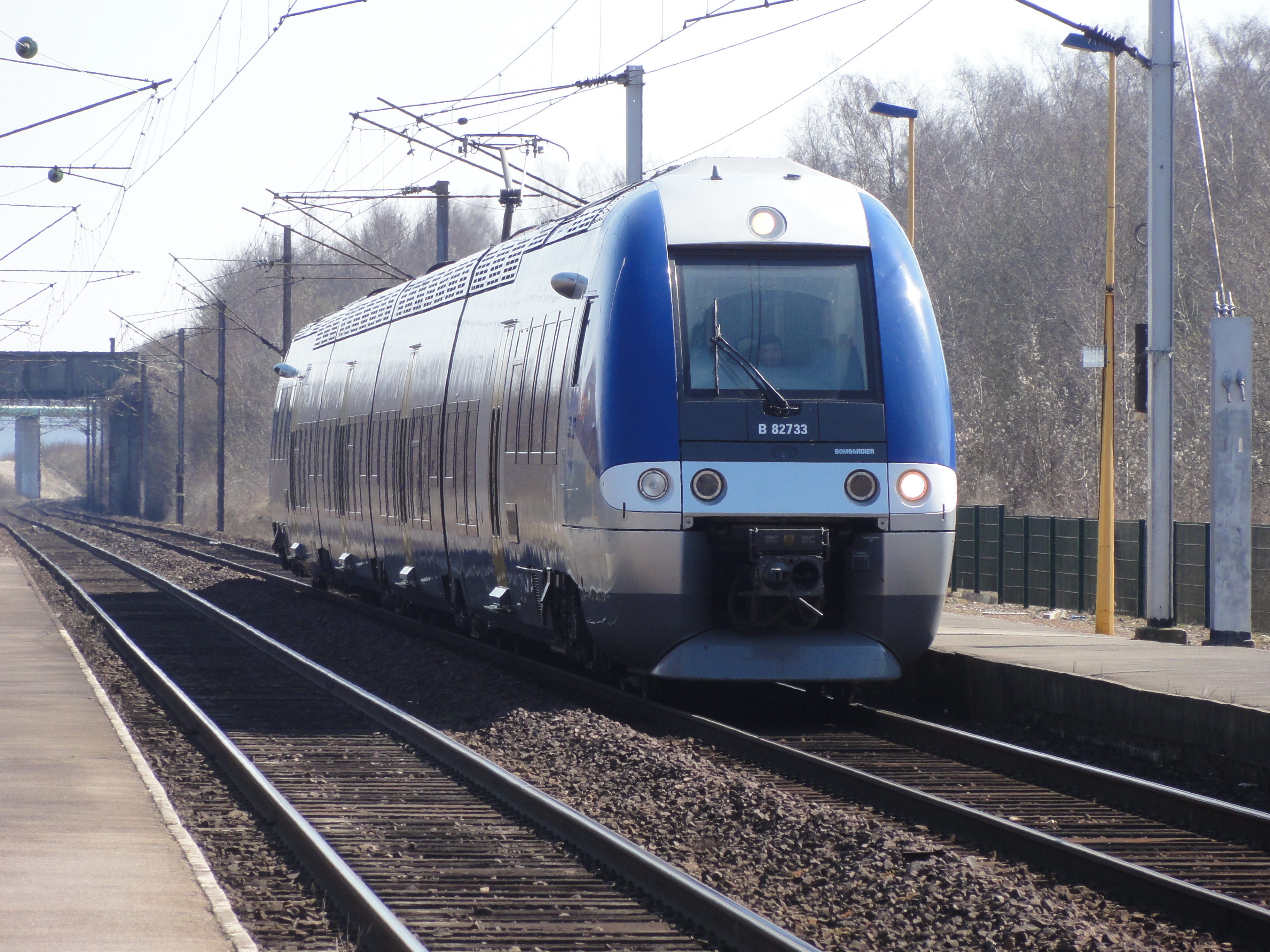
Un B 82500 en gare de Nœux-les-Mines.

La région possède trente autorails B 82500 TER Nord-Pas-de-Calais au 1er mai 2013.
| Engin       | Mise en service | Radiation | Nombre de caisses | STF                    | Baptême (date) | Région                 |
| ----------- | --------------- | --------- | ----------------- | ---------------------- | -------------- | ---------------------- |
| B 82623/624 | 1er avril 2010  | /         | 4                 | STF Nord-Pas-de-Calais | /              | TER Nord-Pas-de-Calais |
| B 82625/626 | 19 mars 2010    | /         | 4                 | STF Nord-Pas-de-Calais | /              | TER Nord-Pas-de-Calais |
| B 82627/628 | 19 avril 2010   | /         | 4                 | STF Nord-Pas-de-Calais | /              | TER Nord-Pas-de-Calais |
| B 82629/630 | 1er avril 2010  | /         | 4                 | STF Nord-Pas-de-Calais | /              | TER Nord-Pas-de-Calais |
| B 82695/696 | 1er avril 2010  | /         | 4                 | STF Nord-Pas-de-Calais | /              | TER Nord-Pas-de-Calais |
| B 82697/698 | 1er avril 2010  | /         | 4                 | STF Nord-Pas-de-Calais | /              | TER Nord-Pas-de-Calais |
| B 82699/700 | 1er avril 2010  | /         | 4                 | STF Nord-Pas-de-Calais | /              | TER Nord-Pas-de-Calais |
| B 82701/702 | janvier 2011    | /         | 4                 | STF Nord-Pas-de-Calais | /              | TER Nord-Pas-de-Calais |
| B 82729/730 | janvier 2011    | /         | 4                 | STF Nord-Pas-de-Calais | /              | TER Nord-Pas-de-Calais |
| B 82731/732 | janvier 2011    | /         | 4                 | STF Nord-Pas-de-Calais | /              | TER Nord-Pas-de-Calais |
| B 82733/734 | 2 février 2011  | /         | 4                 | STF Nord-Pas-de-Calais | /              | TER Nord-Pas-de-Calais |
| B 82735/736 | 2 février 2011  | /         | 4                 | STF Nord-Pas-de-Calais | /              | TER Nord-Pas-de-Calais |
| B 82737/738 | 11 février 2011 | /         | 4                 | STF Nord-Pas-de-Calais | /              | TER Nord-Pas-de-Calais |
| B 82739/740 | 18 février 2011 | /         | 4                 | STF Nord-Pas-de-Calais | /              | TER Nord-Pas-de-Calais |
| B 82741/742 | 9 mars 2011     | /         | 4                 | STF Nord-Pas-de-Calais | /              | TER Nord-Pas-de-Calais |
| B 82743/744 | 9 mars 2011     | /         | 4                 | STF Nord-Pas-de-Calais | /              | TER Nord-Pas-de-Calais |
| B 82745/746 | mars 2011       | /         | 4                 | STF Nord-Pas-de-Calais | /              | TER Nord-Pas-de-Calais |
| B 82747/748 | 18 mars 2011    | /         | 4                 | STF Nord-Pas-de-Calais | /              | TER Nord-Pas-de-Calais |
| B 82749/750 | 18 mars 2011    | /         | 4                 | STF Nord-Pas-de-Calais | /              | TER Nord-Pas-de-Calais |
| B 82751/752 | mars 2011       | /         | 4                 | STF Nord-Pas-de-Calais | /              | TER Nord-Pas-de-Calais |
| B 82753/754 | mars 2011       | /         | 4                 | STF Nord-Pas-de-Calais | /              | TER Nord-Pas-de-Calais |
| B 82755/756 | avril 2011      | /         | 4                 | STF Nord-Pas-de-Calais | /              | TER Nord-Pas-de-Calais |
| B 82757/758 | avril 2011      | /         | 4                 | STF Nord-Pas-de-Calais | /              | TER Nord-Pas-de-Calais |
| B 82759/760 | 13 avril 2011   | /         | 4                 | STF Nord-Pas-de-Calais | /              | TER Nord-Pas-de-Calais |
| B 82761/762 | 13 avril 2011   | /         | 4                 | STF Nord-Pas-de-Calais | /              | TER Nord-Pas-de-Calais |
| B 82763/764 | 4 mai 2011      | /         | 4                 | STF Nord-Pas-de-Calais | /              | TER Nord-Pas-de-Calais |
| B 82765/766 | 10 mai 2011     | /         | 4                 | STF Nord-Pas-de-Calais | /              | TER Nord-Pas-de-Calais |
| B 82767/768 | 10 mai 2011     | /         | 4                 | STF Nord-Pas-de-Calais | /              | TER Nord-Pas-de-Calais |
| B 82769/770 | 15 juin 2011    | /         | 4                 | STF Nord-Pas-de-Calais | /              | TER Nord-Pas-de-Calais |
| B 82771/772 | 15 juin 2011    | /         | 4                 | STF Nord-Pas-de-Calais | /              | TER Nord-Pas-de-Calais |

## Matériel disparu avant la fusion
Avant la disparition du réseau TER Nord-Pas-de-Calais, le réseau a également possédé 8 rames réversibles régionales (RRR), 47 rames RIO 78 de type E (monophasé) et 18 rames RIO 78 de type M (monophasé/diesel), 10 autorails X 73500 et 6 rames automotrices électriques Z 92050.
Les rames RRR étaient conservées en réserve jusqu'à leur rénovation. Au prix d'une immobilisation longue durée pour révision générale décidée par la SNCF, ont été rénovées à mi-vie avec l'intégration notamment d'un espace pour 2 usagers en fauteuil roulant (muni d'un bouton d'appel auprès du contrôleur), de sièges plus confortables type TER 2NG, d'emplacements réservés aux vélos. Ces rames modernisées ont été remises en service commercial en 2007 (4 rames), 2008 (3 rames) et 2009 (1 rame). En 2012, tout le parc fut « garé bon état »[source insuffisante].
Les rames RIO 78 sont arrivées dès 1978. Le modèle RIO 78 de type E est la déclinaison des RIB 70 (rame inox de banlieue) qui furent déployées un temps sur la région afin de valider les futures rames RIO 78. L'effectif commença à se réduire dans les années 2000, lorsque la région Nord-Pas-de-Calais amorça le renouvellement de son parc régional au profit des Z 23500, Z 24500, X 76500, B 82500 & X 73500. De nos jours, ces rames sont disséminées aux 4 coins de la France, garées et abandonnées.[réf. nécessaire]
La région, qui avait commandé 10 autorails X 73500 livrés en 2003, ont été cédés fin 2011 aux réseaux TER Auvergne, TER Franche-Comté et Intercités. Pour cette dernière, ils assurent la ligne de l’Aubrac depuis le 11 décembre 2011.
Enfin, 6 Z 92050 commandées spécialement par la région Nord-Pas-de-Calais en 1996, dérviées des Z 20500 franciliennes livrées à la même époque, ont été rachetées par le STIF et ont progressivement été transférées au Technicentre Industriel de Saint-Pierre-des-Corps pour une transformation en Z 20500 et transfert sur le réseau Transilien en 2015.

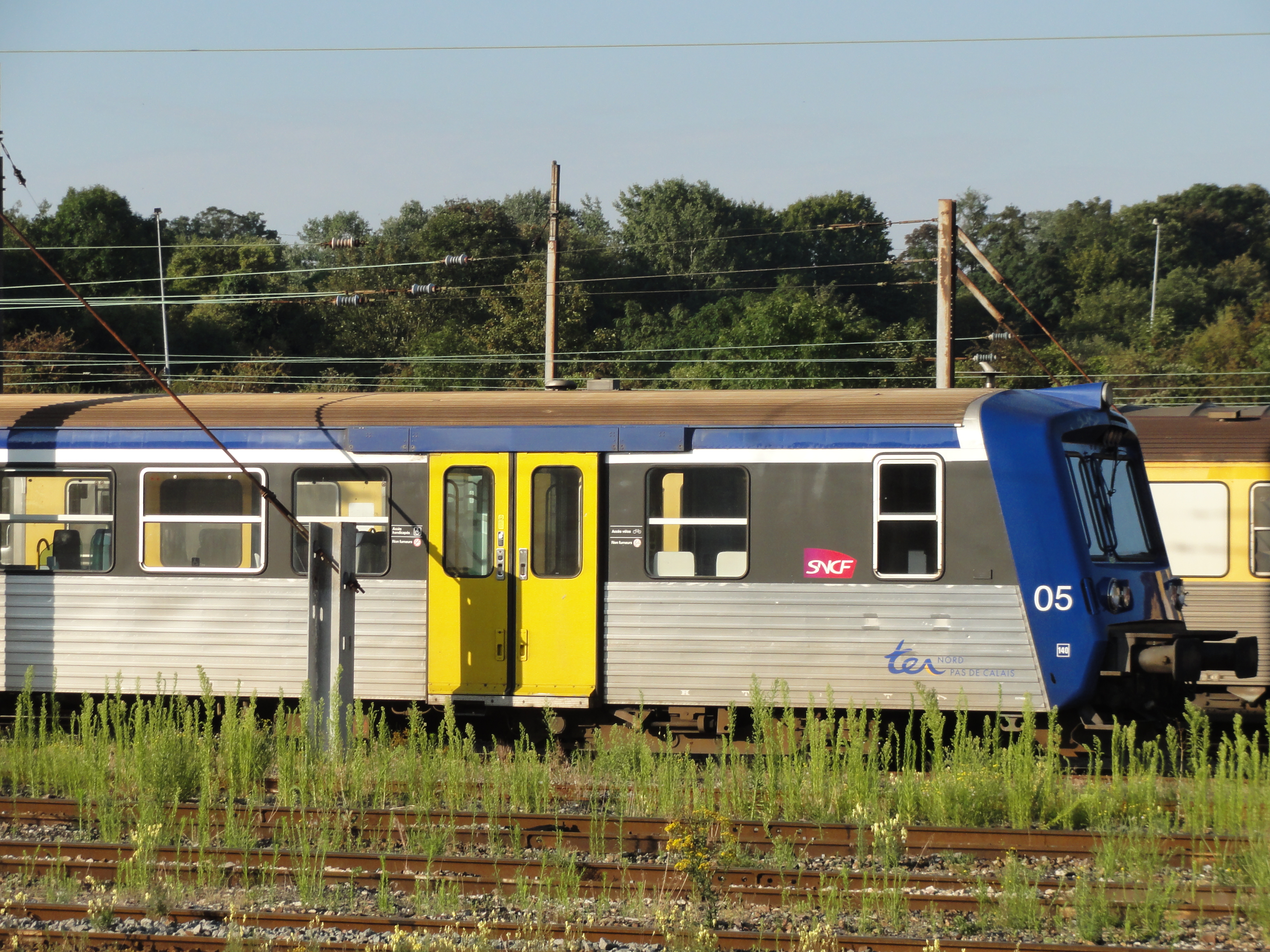
Une RRR inusitée, dans les voies de service de la gare de Lens.

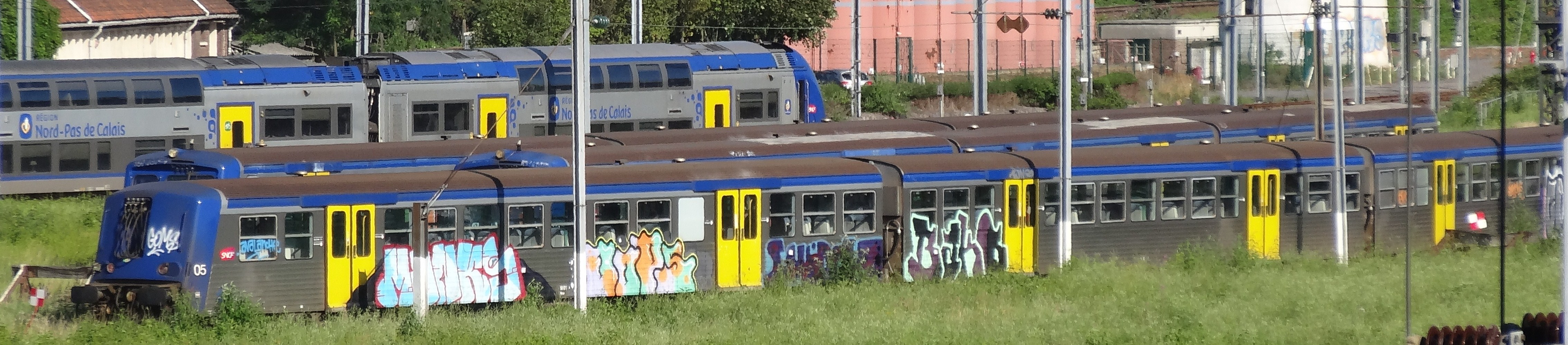
Des RRR en réserve, au dépôt de Fives (près de la gare de Lille-Flandres).

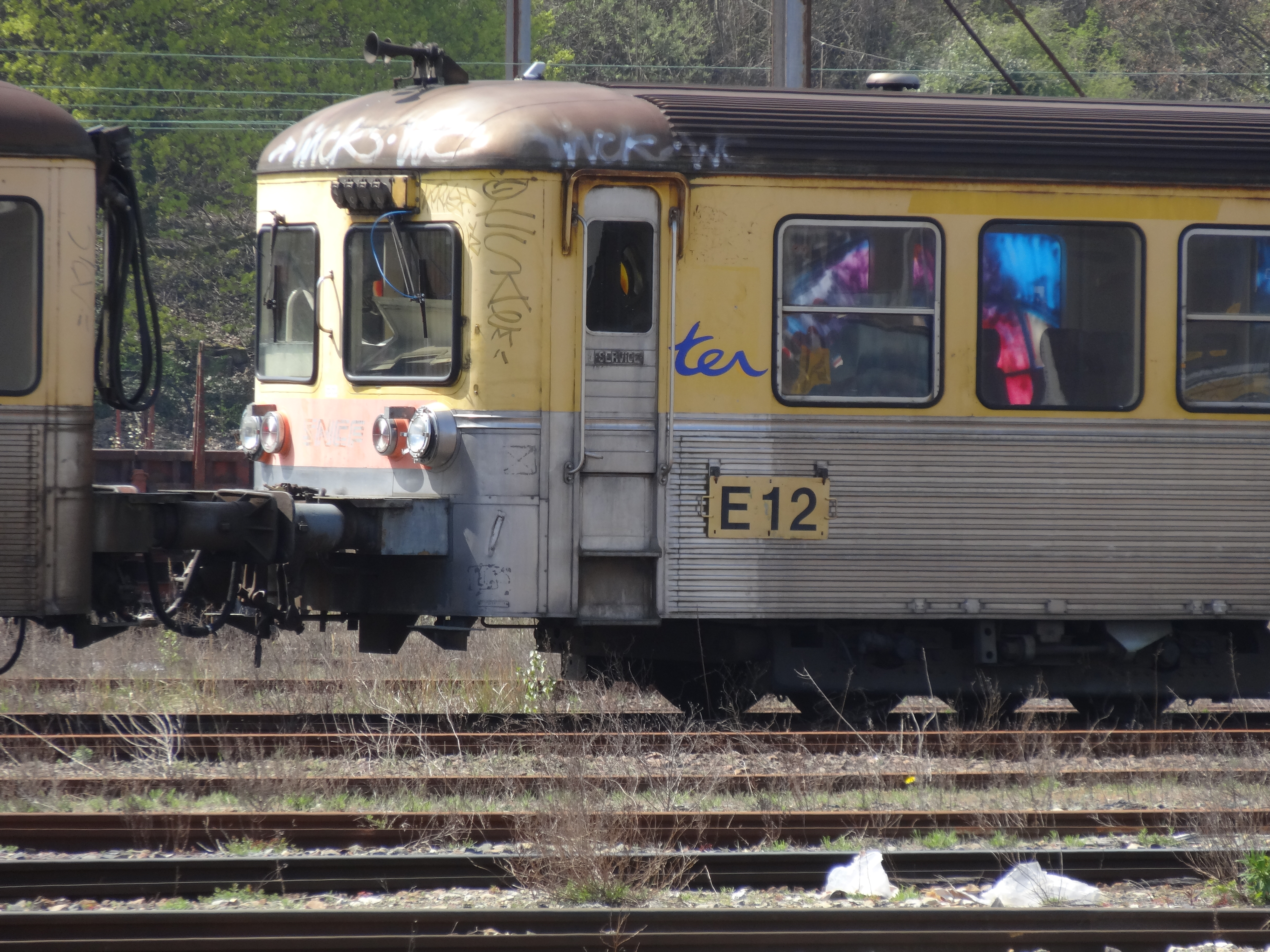
Une RIO 78 abandonnée à Lens, au printemps 2013.

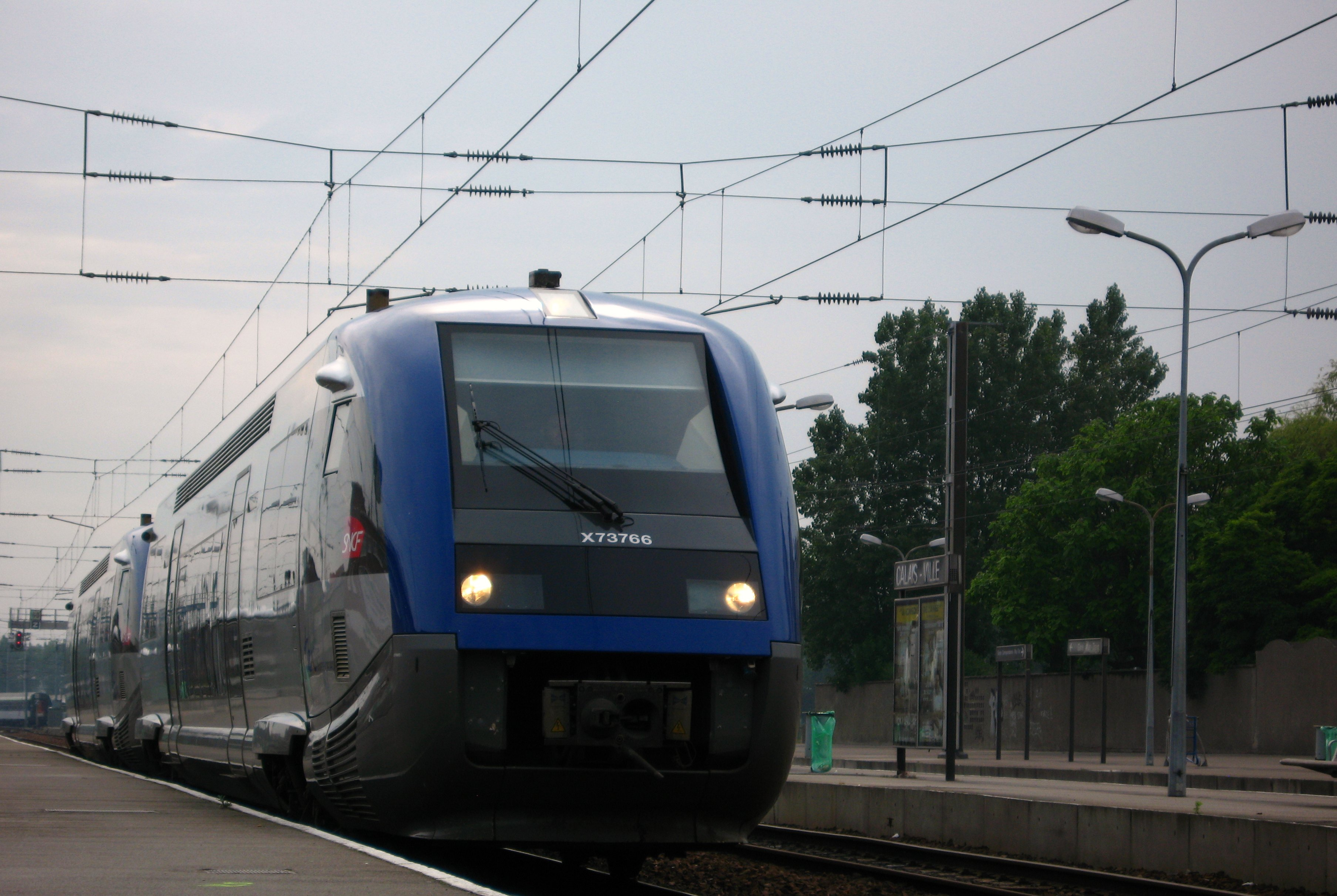
Un X 73500 en gare de Calais-Ville.

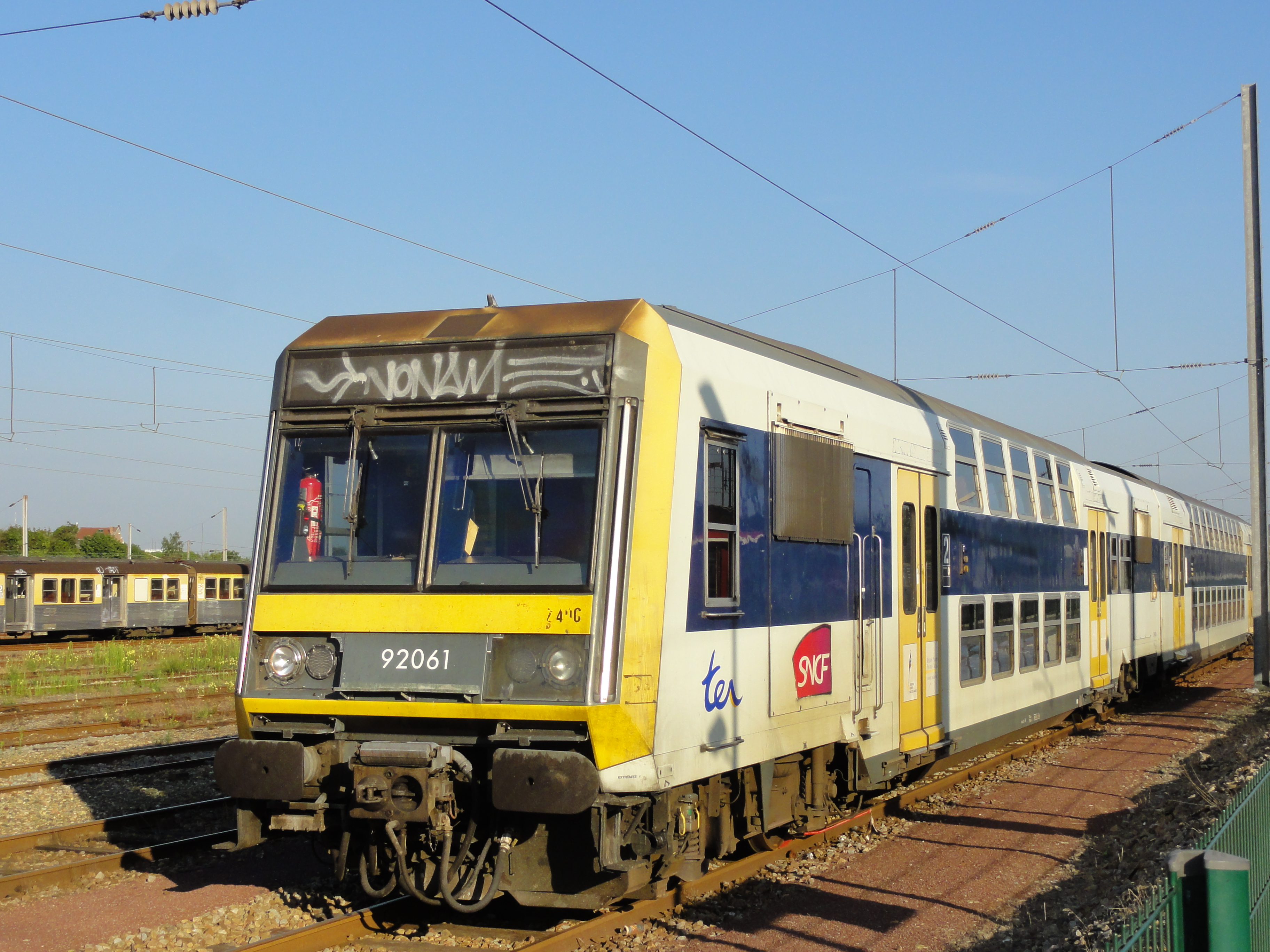
Un Z 92050 sur une voie de service de la gare de Lens.

| RRR      | RRR      | RRR             | RRR              | RRR                            | RRR       |
| Rame     | Voitures | Mise en service | Radiation        | Région                         | Dépôt     |
| -------- | -------- | --------------- | ---------------- | ------------------------------ | --------- |
| R01      | 3        | 1986-1994       | 10 décembre 2016 | TER Nord-Pas-de-Calais         | Lille     |
| R02      | 3        | 1986-1994       | 10 décembre 2012 | TER Nord-Pas-de-Calais         | Lille     |
| R33 (03) | 3        | 1986-1994       | 10 décembre 2016 | TER Provence-Alpes-Côte d'Azur | Marseille |
| R04      | 3        | 1986-1994       | 10 décembre 2012 | TER Nord-Pas-de-Calais         | Lille     |
| R05      | 3        | 1986-1994       | 10 décembre 2012 | TER Nord-Pas-de-Calais         | Lille     |
| R06      | 3        | 1986-1994       | 10 décembre 2012 | TER Nord-Pas-de-Calais         | Lille     |
| R07      | 3        | 1986-1994       | 10 décembre 2012 | TER Nord-Pas-de-Calais         | Lille     |
| R08      | 3        | 1986-1994       | 10 décembre 2012 | TER Nord-Pas-de-Calais         | Lille     |

| X 73500 | X 73500          | X 73500   | X 73500 | X 73500        | X 73500                    |
| Engin   | Mise en service  | Radiation | Dépôt   | Baptême (date) | Activité                   |
| ------- | ---------------- | --------- | ------- | -------------- | -------------------------- |
| X 73749 | 12 mars 2003     | /         | Calais  | /              | Mutée CIC 12/11            |
| X 73762 | 7 mai 2003       | /         | Calais  | /              | Mutée Région Midi-Pyrénées |
| X 73763 | 1er juillet 2003 | /         | Calais  | /              | Mutée CIC 12/11            |
| X 73764 | 5 juin 2003      | /         | Calais  | /              | Mutée CIC 12/11            |
| X 73765 | 1er juillet 2003 | /         | Calais  | /              | Mutée CIC 12/11            |
| X 73766 | 1er juillet 2003 | /         | Calais  | /              | Mutée CIC 12/11            |
| X 73767 | 6 juin 2003      | /         | Calais  | /              | Mutée CIC 12/11            |
| X 73768 | 10 juin 2003     | /         | Calais  | /              | Mutée CIC 12/11            |
| X 73769 | 1er juillet 2003 | /         | Calais  | /              | Mutée CIC 12/11            |
| X 73770 | 1er juillet 2003 | /         | Calais  | /              | Mutée CIC 12/11            |

| Z 92050 | Z 92050     | Z 92050          | Z 92050                                  | Z 92050                    | Z 92050                     | Z 92050                           | Z 92050                   |
| Rame    | Engins      | Mise en service  | Région propriétaire à la mise en service | Dépôt à la mise en service | Livrée à la mise en service | Date de transformation en Z 20500 | Renumérotation en Z 20500 |
| ------- | ----------- | ---------------- | ---------------------------------------- | -------------------------- | --------------------------- | --------------------------------- | ------------------------- |
| Z 401   | Z 92051/052 | 4 juin 1996      | Nord-Pas-de-Calais                       | Lille                      | Tricolore                   | 28 avril 2015                     | Z 20889/890 (195 A)       |
| Z 402   | Z 92053/4   | 8 juillet 1996   | Nord-Pas-de-Calais                       | Lille                      | Tricolore                   | 28 avril 2015                     | Z 20891/892 (196 A)       |
| Z 403   | Z 92055/6   | 6 août 1996      | Nord-Pas-de-Calais                       | Lille                      | Tricolore                   | 28 avril 2015                     | Z 20893/894 (197 A)       |
| Z 404   | Z 92057/8   | 7 octobre 1996   | Nord-Pas-de-Calais                       | Lille                      | Tricolore                   | 28 avril 2015                     | Z 20895/896 (198 A)       |
| Z 405   | Z 92059/60  | 29 novembre 1996 | Nord-Pas-de-Calais                       | Lille                      | Tricolore                   | 28 avril 2015                     | Z 20897/898 (199 A)       |
| Z 406   | Z 92061/2   | 30 décembre 1996 | Nord-Pas-de-Calais                       | Lille                      | Tricolore                   | 28 avril 2015                     | Z 20899/900 (200 A)       |